# Mark Selby
Mark Selby (* 19. června 1983, Leicester, Anglie) je od roku 1999 profesionální hráč snookeru, ale dříve hrál také 8-ball pool. Vyhrál titul mistra světa ve snookeru v roce 2014, 2016, 2017 a 2021, v 6-red v roce 2010 a v 8-ball poolu v roce 2006.
Nositel Trojité koruny (tzv. Triple Crown) za vítězství ve třech nejprestižnějších turnajích - Masters, UK Championship a mistrovství světa ve snookeru ve Velké Británii. Je vítězem 20 velkých bodovaných turnajů, dále 7 malých bodovaných a 8 nebodovaných turnajů.
Byl 6x světovou jedničkou. Nejdéle si udržel tento post 4 roky od února 2015 do března 2019. Na svém kontě má čtyři nejvyšší náběhy 147 a 695 centuries (náběh více než 100 bodů k 13. 05. 2021).
Patří ve snookeru k nejlepším v kombinacích na kulečníkovém stole. Je to všestranný pravoruký hráč známý pod přezdívkou „The Jester from Leicester“. Je vysoký 187 cm.

## Sportovní kariéra

### Začátky u kulečníkového stolu
Otec Marka Selbyho, David, byl nadšeným hráčem poolu, a tak Mark i jeho bratr Malcolm chodili do klubu s ním. Tágo držel poprvé v ruce v sedmi letech a v devíti začal hrát snooker. Byl to rozdíl, protože snooker byl mnohem těžší. Svou první 147 sestavil při tréninku v jedenácti letech. Trénoval v klubu Willieho Thornea, kde se ho ujal Willieho starší bratr Malcolm a to mělo rozhodující vliv na jeho začínající kariéru. Malcolm Thorne se stal jeho prvním manažerem.. Umožnil mu tréninkové hodiny zdarma, sponzoroval ho, vozil po turnajích a pomohl mu rozvíjet jeho hru stejně jako dalším juniorům. Prvního úspěchu ve snookeru dosáhl v patnácti letech. Vyhrál mistrovství Anglie do 15 let (England under-15 championship) v roce 1998. Jeho vstup mezi profesionály nebyl snadný, neboť mu před začátkem jeho kariéry zemřel koncem října 1999 otec na rakovinu plic.. Bylo to pro něj těžké období, ve kterém mu podal pomocnou ruku rodinný přítel Alan Perkins, který se ho ujal. Přestěhoval se k němu, neboť nemohl žít v domě, kde jeho otec již nebyl. V té době byl blízko myšlence vzít si život, ale řekl si, že jeho otec by to nechtěl. Opustil školu bez kvalifikace. Začal pilně trénovat.  V roce 1999 se stal profesionálem a vstoupil do hlavního snookerového turné. Pokračoval ve hře a zasadil se především svou pílí a vytrvalostí o to, že dnes patří k nejlepším hráčům světa. Markovým vzorem byl Stephen Hendry. Svoji přezdívku „The Jester from Leicester“ dostal od uvaděče Richarda Beara v průběhu mistrovství světa 2007.. Používá tágo a pouzdro mající značku Paul Roberts of Stamford Cues, UK od roku 2006.,

### První roky jako profesionál 1999–2005
Sezóna 1999/2000 – jako začínající profesionální hráč ve výsledcích první sezóny. 
Sezóna 2000/01 – dosáhl na nebodovaném turnaji Merseyside Professional last 32, kde prohrál s Rodem Lawlerem. Většinou v turnajových zápasech se snažil o větší postup ze zadních kol. 
Sezóna 2001/02 – v nebodovaném turnaji na Merseyside Professional dosáhl čtvrtfinále s Nickem Dysonem. Na dalším nebodovaném turnaji WSA Open Tour 2 se probojoval do semifinále a na WSA Open Tour do čtvrtfinále. V 18 letech se probojoval do semifinále China Open (snooker), když porazil v last 32 Joe Swaila 5–4, v last 16 Stephena Hendryho 5–1, ve čtvrtfinále Ronnie O'Sullivana 5–3. V semifinále byl jeho soupeřem Anthony Hamilton, se kterým prohrál 3–6.
Sezóna 2002/03 – dosáhl finále Scottish Open, kde prohrál s Davidem Grayem 9–7.
Dosáhl na last 32 při Welsh Open, Irish Masters a UK Championship.
Sezóna 2003/04 – byla podle výsledků stagnace ve výkonech.
Sezóna 2004/05 – dosáhl čtvrtfinále Grand Prix, kde prohrál s Ronniem O'Sullivanem 0–5. Na UK Championship prohrál v prvním kole s Davidem Grayem 3–9. Na Irish Masters byl v last 32 a poprvé postoupil z kvalifikací na World Championship 2005 v Crucible mezi 32 nejlepších hráčů. V zápase prvního kola zvítězil John Higgins 10–5.
Sezóna 2005/06 – na Welsh Open 2006 se dostal do last 16, kde prohrál se Stephenem Leeem 2–5 a na 888.com World Championship 2006 porazil v prvním kole Johna Higginse 10–4  a postoupil do druhého kola (lat 16), kde prohrál s Markem Williamsem 13–8. 

### Sezóna 2006/07
Prvním turnajem sezóny byl Northern Ireland Trophy, kde se Mark dostal do last 16, po vítězství nad Tony Dragem a Ali Carterem. V last 16 prohrál s Graemem Dottem 4–5. Na Grand Prix se zařadil do last 16, kde prohrál s Alanem McManusem 1–5.  V kvalifikacích na Masters se probojoval do finále, které hrál se Stuartem Binghamem 2–6. Na Welsh Open 2007 se dostal opět mezi nejlepších šestnáct hráčů. Jeho soupeřem byl Ronnie O'Sullivan, který ho porazil 5–1. 
Velkým úspěchem byla jeho účast na 888.com World Championship 2007, kde se dokázal probojovat z kvalifikací až do finále tohoto prestižního turnaje. Porazil Stephena Lee 10–7, , Petera Ebdona 13–8, , Allistera Cartera 13–12  a v semifinále Shauna Murphyho 17–16, mistra světa z roku 2005. I když ve finále prohrál s Johnem Higginsem 18–13, byl bezesporu svým výkonem nejlepším hráčem mistrovství světa. Mark hrál celý turnaj nejen pro sebe, ale také pro svého otce, který mu byl za svého života velkým vzorem a oporou. Zisk mistrovského titulu zůstal pro něho velkou motivací do budoucnosti.
Za své vynikající úspěchy na světovém šampionátu v roce 2007 dostal ocenění 888.com Silver Chip za výjimečný výkon. Dostal poprvé mezi hráče top 16 a sezónu ukončil jako světová jedenáctka. Tento úspěch mu dal velkou sebedůvěru do další sezóny.
V červnu 2006 se stal mistrem světa v na ImproveYourPool.com World Eight-Ball Championship, když porazil ve finále Darrena Appletona 11–7.

### Sezóna 2007/08

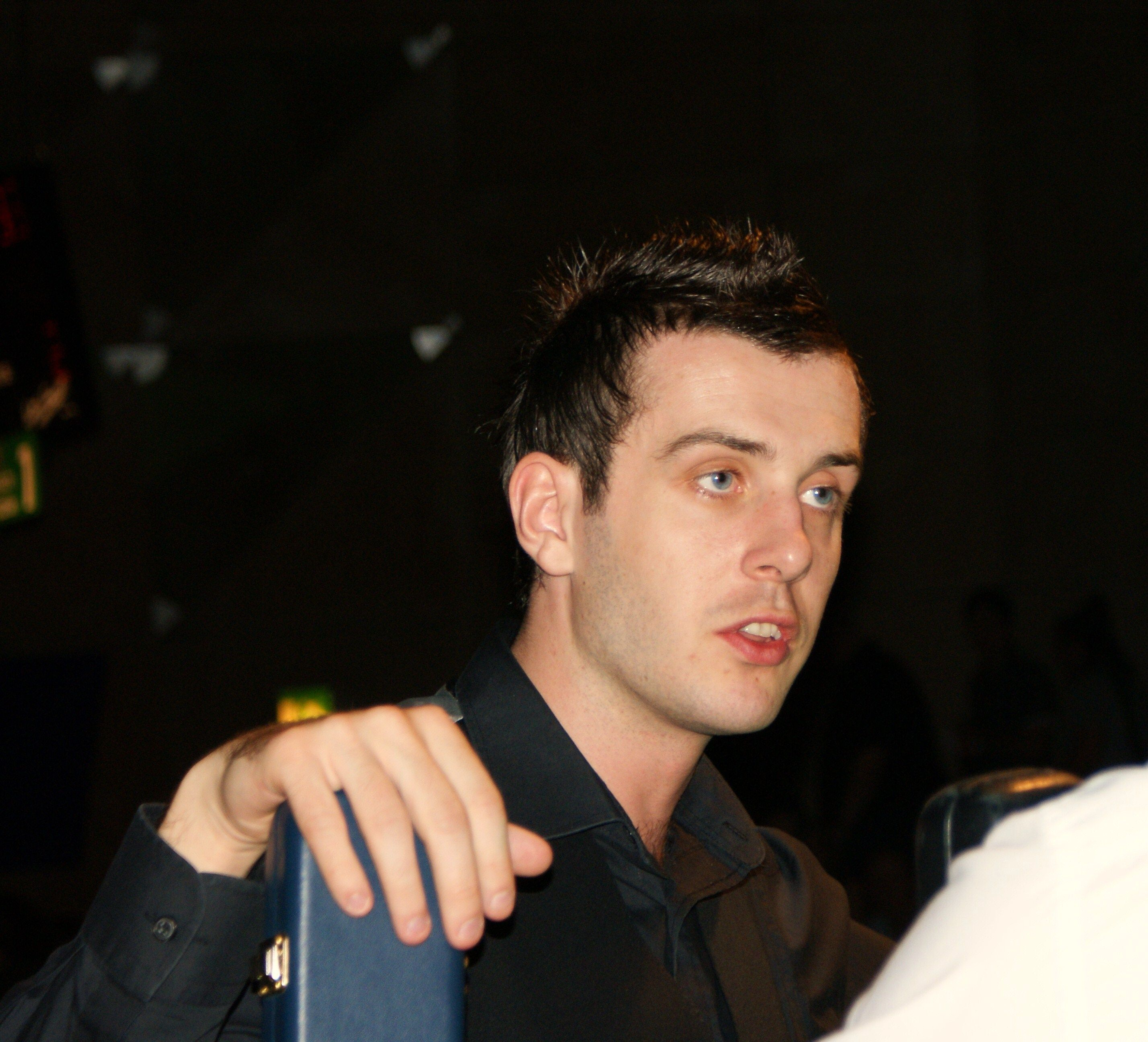
Mark Selby at the Paul Hunter Classic 2008

Do této sezóny vstoupil úspěšně. První bodovaný turnaj byl v Číně. Probojoval se do semifinále Shanghai Masters, kde měl za soupeře Dominica Dalea, se kterým prohrál 3–6.
V Německu byl přejmenován nebodovaný Pro-am turnaj, kterého se Mark účastnil, na Paul Hunter Classic na počest Paula Huntera, anglického hráče, který zemřel v roce 2006. Turnaj se konal v druhé polovině srpna. V prvním kole porazil Toma Forda 3–1 a v druhém kole nad ním zvítězil Joe Swail 3–0.
Na Northern Ireland Trophy ho v druhém kole vyřadil Barry Hawkins 5–4. V semifinále UK Championship 2007 s Ronniem O'Sullivanem prohrál 8–9, když Ronnie O'Sullivan sestavil v rozhodujícím frame nejvyšší náběh 147 bodů.
Na pozvánkovém Saga Insurance Masters 2008 porazil na cestě do finále Stephena Hendryho, Stephena Maguireho a Kena Dohertyho shodně 6–5 a vyhrál svůj první titul, když ve finále zvítězil nad Stephenem Leem 10–3.
A o měsíc později vybojoval svůj druhý titul na Welsh Open 2008, když porazil ve finále Ronnieho O'Sullivana 9–8. Do dalšího finále postoupil v Championship League Winner's Group Final, kde zvítězil Joe Perry 3–1.
Na China Open 2008 se dostal po vítězství nad Ricky Waldenem 5–2, Marcem Fuem 5–3 a Johnem Higginsem do semifinále, kde prohrál se Shaunem Murphym 3–6. Na World Championship ho vyřadil v prvním kole Mark King 8–10. Zakončil sezónu jako světová čtyřka.

### Sezóna 2008/09

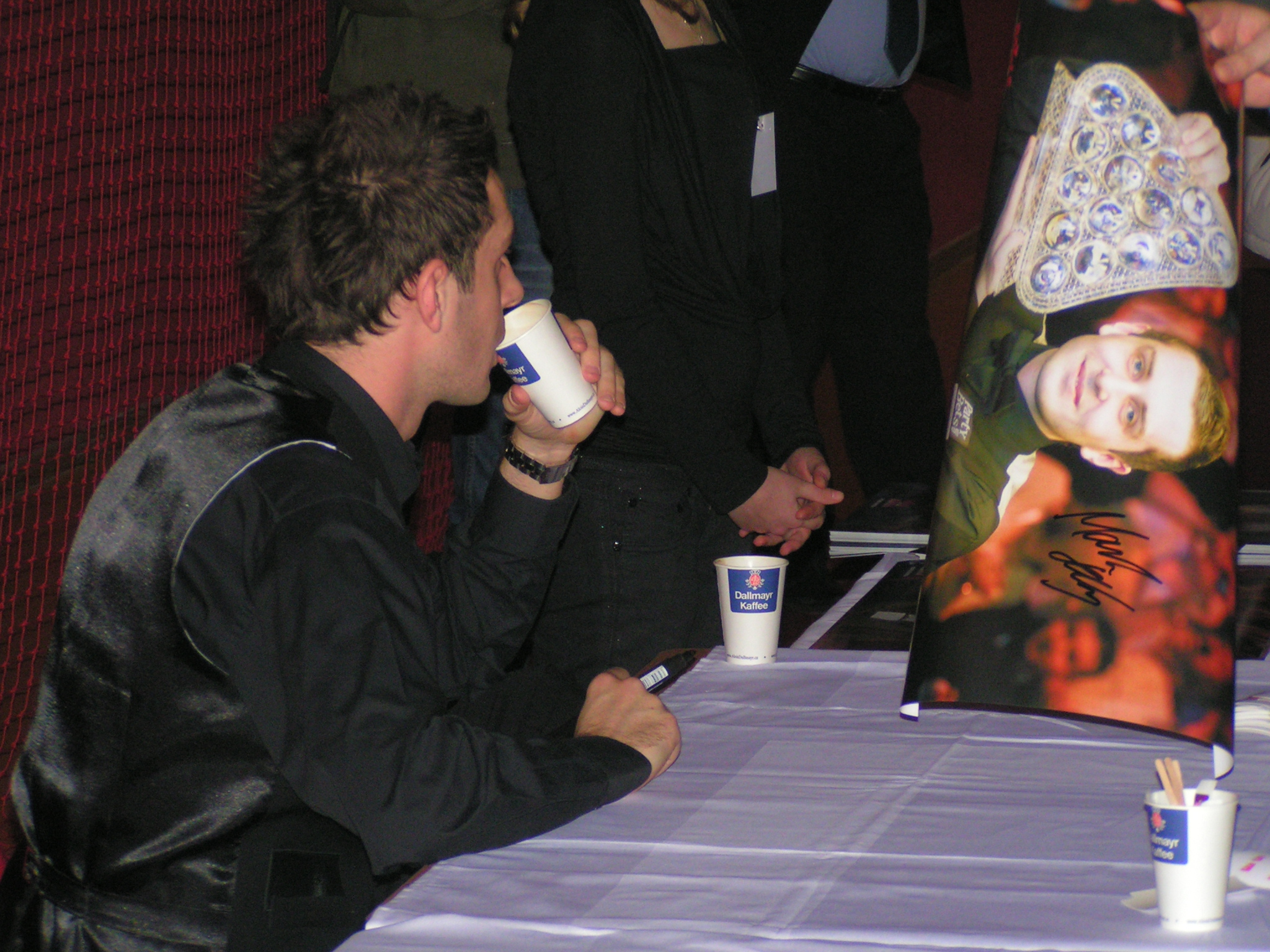
Mark Selby na exhibici The Battle of the Kings II v Praze, Aréna Sparty, Podvinný mlýn (6. březen 2009)

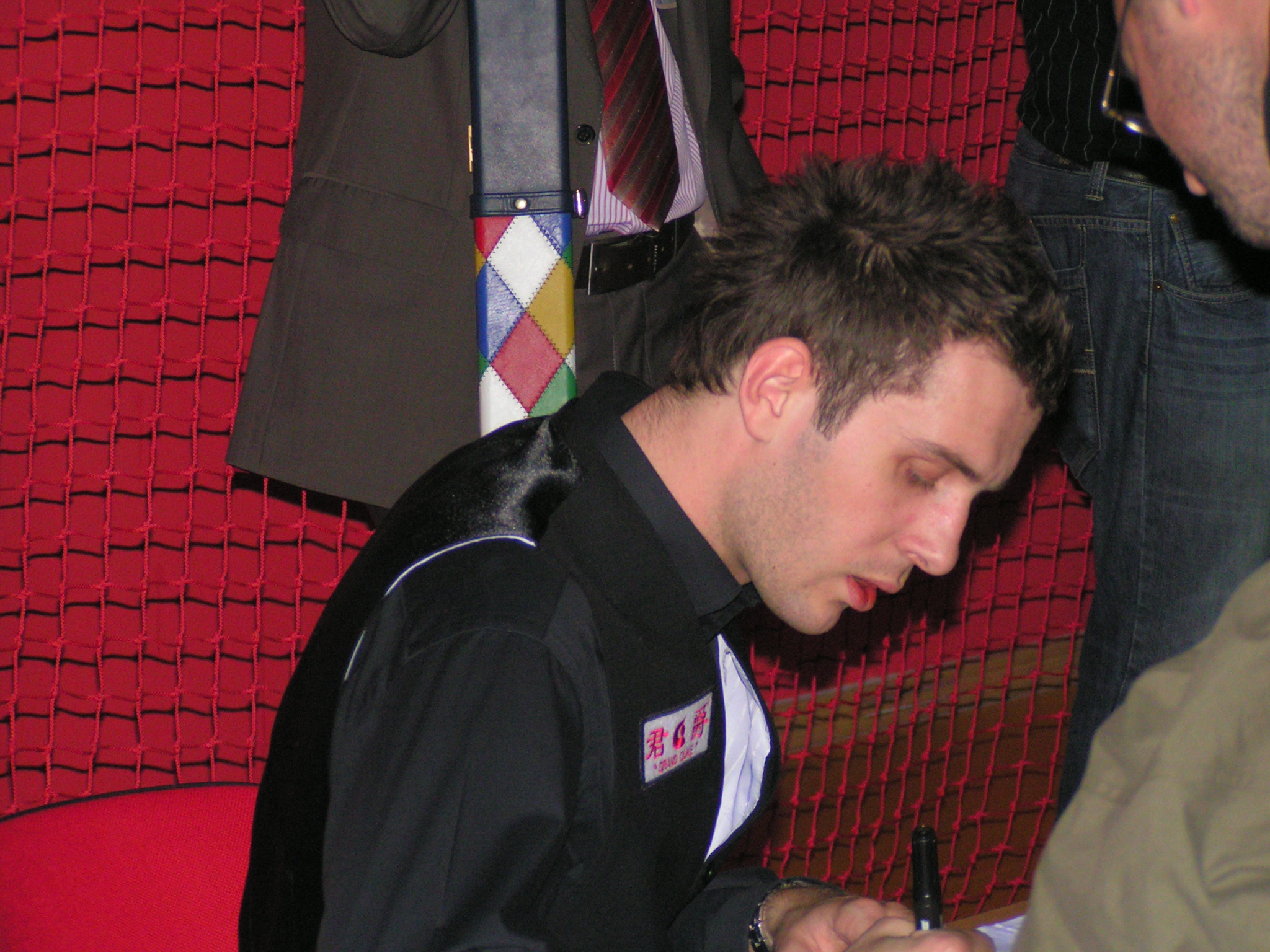
Mark Selby na exhibici The Battle of the Kings II v Praze, Aréna Sparty, Podvinný mlýn (6. březen 2009)

Sezóna začínala v Číně. Na nebodovaném turnaji Jingsu Classic v Číně postoupil do finále s Johnem Higginsem, který zvítězil 6–5. Na Northern Ireland Trophy se dostal mezi last 16, kde prohrál s Yanem McCullochem 5–4. Hned na to se zúčastnil nebodovaného Pro-am turnaje Paul Hunter Classic ve Fürthu. Probojoval se do finále se Shaunem Murphym. Jeho soupeř finálový zápas vyhrál 4–0. 
Při svém debutu v Premier League postoupil do finále, kde prohrál s Ronniem O'Sullivanem 2–7. Byl v semifinále na Shanghai Masters (snooker), ve kterém prohrál s Ricky Waldenem 4–6. Účastnil se bodovaného turnaje Grand Prix, kde se dostal do last 16. Na UK Championship prohrál v prvním kole s Markem Williamsem 9–7. Jako vítěz skupiny na Championship League Snooker se probojoval do finále Winner's Group, kde prohrál s Juddem Trumpem 2–3. V zápase proti Johnu Higginsovi se mu podařil sestavit zatím jeho nejvyšší náběh 145 bodů.
Na Masters, když v prvním kole vyřadil Ricky Waldena 6–5, ve čtvrtfinále Marka Allena 6–5 a v semifinále Johna Higginse 6–2. Jako obhájce titulu měl proti sobě ve finále Ronnie O'Sullivana, který Marka nakonec porazil 10–8. V přestávce čtvrtfinálového zápasu proti Anthony Hamiltonovi na Welsh Open 2009 byla Markovi osobně předána před televizní kamerou obálka od jeho bývalého manažera George Barmbyho o možném konkurzním řízení. Mark tento zápas prohrál 3–5.
V rámci exhibice The Battle od the Kings II se poprvé podíval do Prahy s Peterem Ebdonem. Exhibice se konala 6. března 2009 v Aréně Sparty na Praze 9. Přijel s ním jeho tehdejší manažer Mukesh Parmar.
Na China Open se dostal do last 16. Následovalo mistrovství světa, kde postoupil do čtvrtfinále s Johnem Higginsem. Ve vyrovnaném zápase nakonec John Higgins zvítězil v závěrečném framu 13–12. Sezónu ukončil jako světová čtyřka. 

### Sezóna 2009/10
Mark se svého prvního maximálního breaku 147 dočkal na Jiangsu Classic v červnu 2009 v Číně. Bylo to v krátkém zápase ve skupinách, kde hrál proti Joe Perrymu, který v něm zvítězil 2–1. Kvalifikoval se na Shanghai Masters ve Walesu. Zúčastnil se nebodovaného turnaje Paul Hunter Classic a postoupl do 3. kola (last 16), kde prohrál s Rory McLeodem 3–0.  Na Shanghai Masters v Číně ukončil svou účast po prohře se Stuartem Binghamem 3–5 v prvním kole.
Na UK Championship po porážce Jamieho Copa a Stephena Hendryho se probojoval do čtvrtfinále, kde prohrál s Ronniem O'Sullivanem 3–9.
V lednu 2010 na Masters porazil v 1. kole (last 16) Dinga Junhuie 6–1, ve čtvrtfinále Marka Allena 6–5 a v semifinále Stephena McMaguireho 6–3. Ve finálovém zápase proti Ronniemu O'Sullivanovi se mu podařil fantastický návrat do hry z 6–9 na 10–9 a získal svůj druhý titul Masters.
Na Welsh Open dosáhl čtvrtfinále, když porazil Judda Trumpa 5–2, Marka Kinga 5–3 a ve čtvrtfinále prohrál s Johnem Higginsem 2–5. Následoval turnaj v Číně China Open, kde v 2. kole prohrál s Dingem Junhui 3–5.
Probojoval se do semifinále World Championship 2010. Vyhrál tři zápasy, když porazil Kena Dohertyho 10–4, Stephena Hendryho 13–5 a Ronnie O'Sullivana 13–11. V semifinále prohrál s Graeme Dottem 17–14, nicméně tento šampionát byl pro něho úspěšný.
Sezónu ukončil jako světová sedmička. 

### Sezóna 2010/11

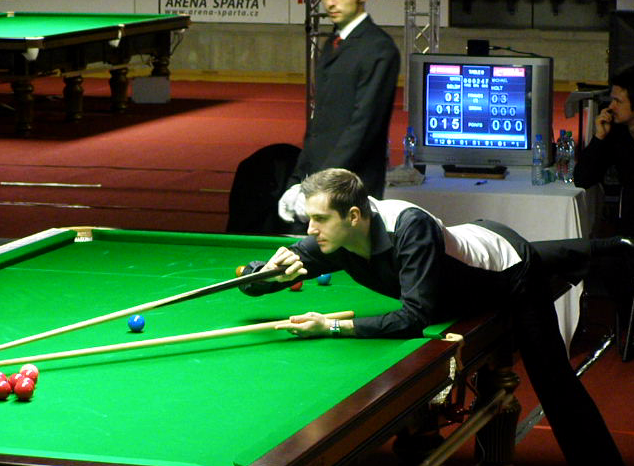
Mark Selby v Praze v r. 2010 (EPTC6)

V sezóně zaznamenal skvělý start. Přidal do své sbírky titul mistra světa v SangSom 6-red World Championship 2010 v Bangkoku, když ve finále porazil Ricky Waldena 8–6. 
Vyhrál Players Tour Championship 2 v EIS v Sheffieldu. Ve finále zvítězil nad Barry Pinchesem 4–3, když ztrácel 1–3.
Ve Fürthu se stal Pro-am turnaj Paul Hunter Classic poprvé bodovaným turnajem. Mark se dostal do druhého kola, kde prohrál s Ali Carterem 3–4.
Na Shanghai Masters došel do semifinále, kde měl proti sobě opět Ali Cartera, který zvítězil 6–2.
Následoval Euro Players Tour Championship 3 v Rüsselsheimu v Německu postoupil do čtvrtfinále, ve kterém prohrál s Liangem Wenbem 2–4.
V říjnu byl představen na zkoušku nový inovativní pozvánkový turnaj Power Snooker Masters Trophy pro osm profi hráčů, do kterého obdržel pozvánku. Turnaj se konal v Londýně v hale Indigo2. Ve čtvrtfinále prohrál s Ali Carterem 222–206. 
Podruhé si přijel do Prahy zasoutěžit v Euro Players Tour Championship 6 - Prague Classic (snooker), který se konal 19.– 21. listopadu 2010. Do Prahy se sjelo 64 hráčů, včetně těch nejlepších. V 1. kole vyřadil Bjorna Haneveera 4–1, v 2. kole Dominica Dalea 4–2, v 3. kole Ricky Waldena 4–3 a ve čtvrtfinále prohrál s Michaelem Holtem 2–4.  
Neprošel druhým kolem UK Championship kvůli prohře se Stephenem Maguirem 7–9. Mark King ho vyřadil v prvním kole na Masters (snooker) výhrou 6–4.
Zúčastnil se koncem ledna pozvánkového turnaje Snooker Shoot-Out, který přišel s novým formátem. Na úvod porazil Andy Hickse 44–34, dále Stuarta Pettmana 89–6 a ve třetím kole prohrál 6-123 s Ronniem O'Sullivanem, který sestavil náběh 123 bodů k vítězství. 
Na Masters v Berlíně se probojoval do finále přes Nigel Bonda s výsledkem 5–1, Stephena Hendryho 5–3, Dinga Junhuie 5–1 a Graeme Dotta porazil v semifinále 6–4. S Markem Williamsem se střetl ve finále. Williams zvítězil 9–7. Následoval Welsh Open, kde postoupil do semifinále přes Stuarta Binghama 4–3, Marka Kinga 4–2 a Graeme Dotta 5–3. V něm se střetl se Stephenem Maguirem, který nad ním zvítězil 6–5. 
Na Players Tour Championship Finals došel až do semifinále, kde prohrál s Markem Williamsem 3–4.
Na China Open ve čtvrtfinále proti Ali Carterovi sestavil náběhy 139, 130 a 129 a porazil Cartera 5–1. V semifinále zvítězil nad Dingem Junhuiem 6–3. Ve finále měl za soupeře Judda Trumpa, který vyhrál 10–8.
Na World Championship ve druhém kole proti Stephenu Hendrymu nastřílel šest stovkových náběhů - 129, 127, 125, 117, 108 a 100, což je rekord v zápasech odehraných na best of 25 frames. Během sezóny měl 54 stovkových náběhů, čímž se stal držitelem dalšího rekordu nastřílených stovek (century breaků) v jedné sezóně. Porazil v prvním kole mistrovství světa Jimmy Robertsona 10–1, v last 16 Stephena Hendryho 13–4 a s Dingem Junhui prohrál ve čtvrtfinále 13–10. Sezónu zakončil jako světová devítka. 

### Sezóna 2011/12
Sezóna začínala prvním Players Tour Championship v Sheffieldu dosáhl 3. kola, ve kterém nad ním zvítězil Stephen Maguire 4–2. V červenci vyhrál pozvánkový turnaj Wuxi Classic v Číně, když ve finále zvítězil nad Ali Carterem 9–7. Dále se zúčastnil World Cup v Thajsku s Ali Carterem za tým Anglie a skončili ve čtvrtfinále těsnou prohrou s týmem Hongkong 3–4. Na Australian Goldfields Open postoupil do čtvrtfinále, kde prohrál s Kenem Dohertym 3–5. Na druhé Players Tour Championship v Gloucesteru se dostal do 3. kola, kde prohrál s Adamem Duffym 0–4. Na Players Tour Championship 3 v Sheffieldu dosáhl čtvrtého kola. V srpnu se stal vítězem Players Tour Championship 4 – Paul Hunter Classic ve Fürthu, v Německu. Do finále se dostal přes Sama Harveye, Rory McLeoda, Craiga Steadmana a Andrewa Higginsona shodně 4–0, ve čtvrtfinále porazil Stephena Lea 4–1, v semifinále zvládl Ronnieho O'Sullivana 4–3 a ve finále si hladce poradil Markem Davisem 4–0.
V září se stal novou světovou jedničkou, když vyhrál Shanghai Masters jako druhý bodovaný turnaj v jeho profesionální kariéře. V 1. kole porazil Nigel Bonda 5–3, ve druhém kole Jamieho Copea 5–0, ve čtvrtfinále Shauna Murphyho 5–4, v semifinále Marka Kinga 6–0. Ve finále s Markem Williamsem ztrácel 9–7, ale podařilo se mu vyrovnat a zvítězit 10–9.
Brazil Masters  byl první a jediný snookerový pozvánkový turnaj v Brazílii pro 16 profi hráčů. Svou účast zakončil ve čtvrtfinále, kde prohrál s Peterem Ebdonem 4–3. 
Chyběl na Players Tour Championship 6 ve Varšavě. Na UK Championship ho vyřadil Marco Fu 6–3 v druhém kole. Na Players Tour Championship 8 v Irsku nad ním v semifinále zvítězil Judd Trump 4–1.
V říjnu se konal druhý ročník inovativního pozvánkového turnaje Power Snooker Masters Trophy pro šestnáct profi hráčů, Postoupil do semifinále turnaje, kde prohrál s Martinem Gouldem 253–246. 
Na Players Tour Championship 10 došel do třetího kola, kde prohrál s Michaelem Holtem 3–4. Na UK Championship prohrál v 2. kole s Marcem Fu 3–6. Na Masters zvítězil v prvním kole nad Stephenem Leem 6–4 a ve čtvrtfinále prohrál se Shaunem Murphym 2–6.
Následoval Snooker Shoot-Out. V prvním kole zvítězil nad Joem Perrym 104–1 a ve druhém prohrál s Dominicem Daleem 22–31.
Na German Masters dosáhl čtvrtfinále, když v prvním kole vyřadil Liu Songa 5–0, v druhém Graeme Dotta 5–3 a ve třetím a ve čtvrtfinále prohrál se Shaunem Murphym 3–5..
V únoru se probojoval do finále Welsh Open. Ve čtvrtfinále vyřadil Stephena Maguireho 5–3, v semifinále zvítězil nad Ronniem O'Sullivanem 6–2 a ve finále prohrál s Dingem Junhui 6–9 . Začátkem března byl v semifinále Haikou World Open. Jeho soupeřem byl Mark Allen, který nad ním zvítězil 6–5. Po tomto turnaji se stal vítězem pozvánkového HK Spring Trophy v Hongkongu, který vyhrál nad Andrew Higginsonem 6–1.
Koncem března se vrátil opět do Číny na China Open. Musel však odstoupit z druhého kola tohoto turnaje pro bolesti krční páteře.
Přestože byl v léčbě fyzioterapeuta a měl velmi omezenou možnost trénovat kvůli vyhřezlé ploténce, nastoupil do prvního kola World Championship, kde prohrál s Barry Hawkinsem 10–3. Velký podíl na prohře mělo jeho zranění, neboť nemohl pro bolest hrát některé strky. Mark pokračoval v léčení s cílem být fit do příští sezóny.
Zakončil sezónu jako světová trojka. Překonal v ní svůj vlastní rekord v počtu stovkových náběhů v sezóně, kterých má nyní na svém kontě 55.  

### Sezóna 2012/13

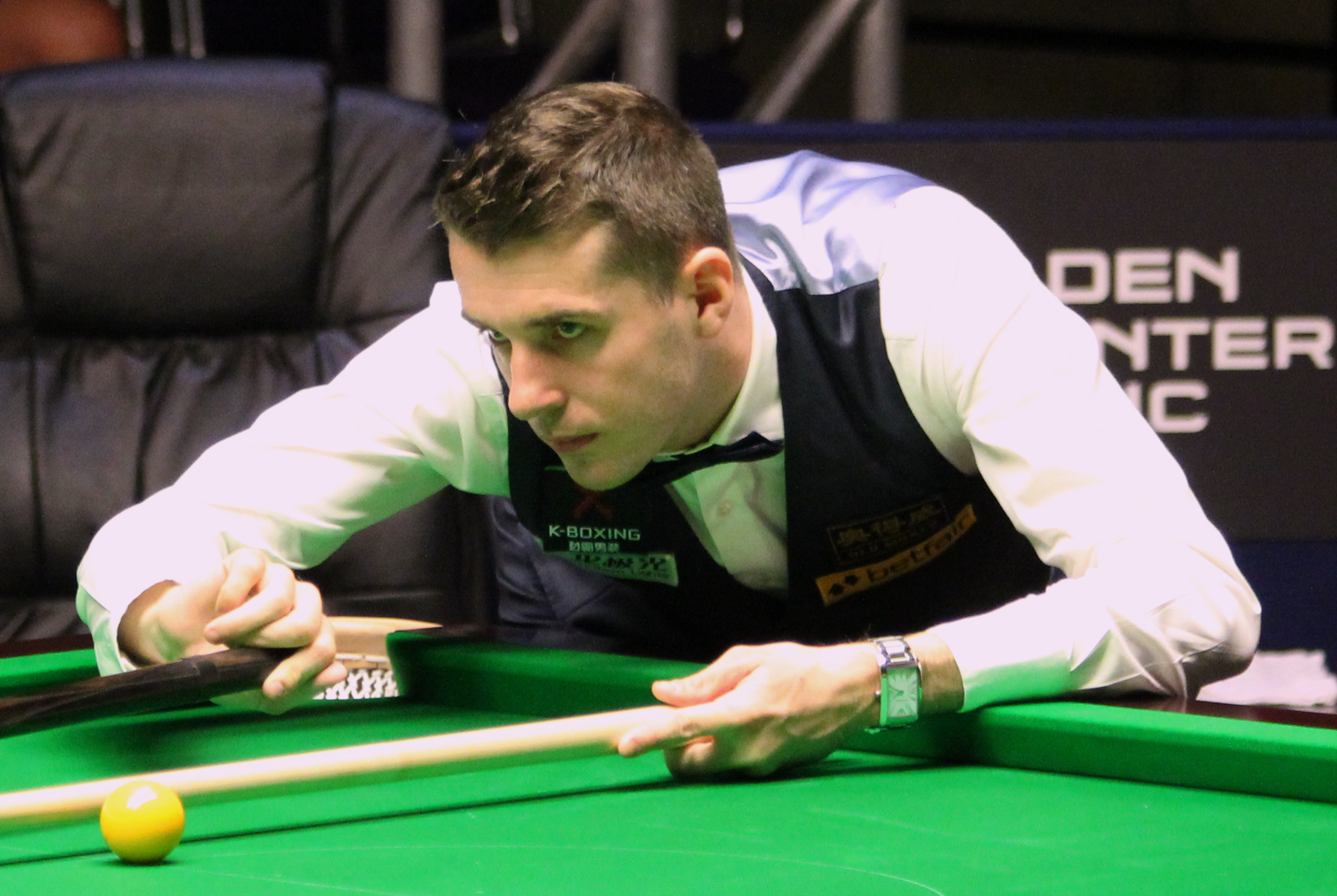
Mark Selby beim Paul Hunter Classic 2012

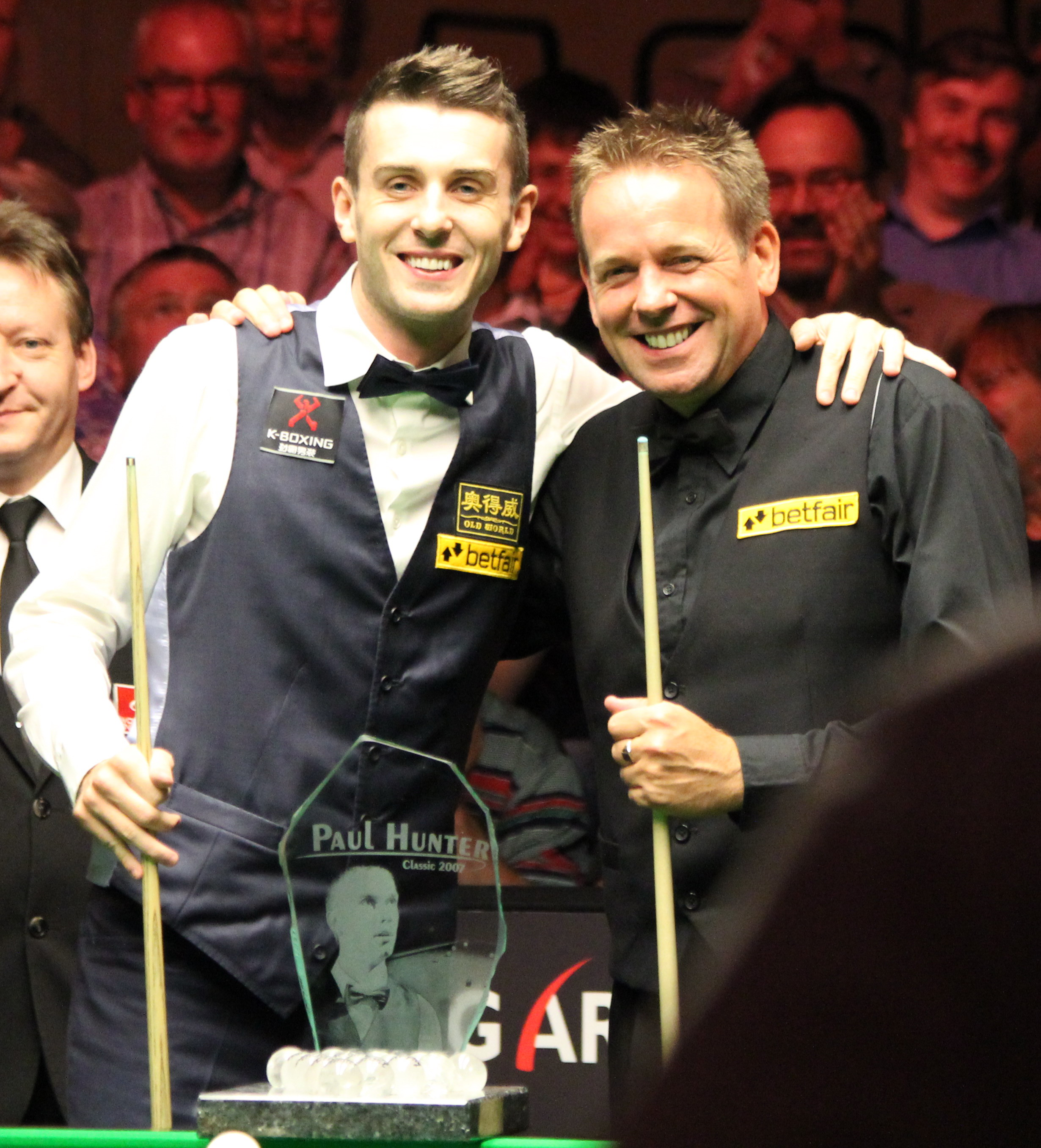
Finalisté Paul Hunter Classic 2012 Mark Selby a Joe Swail

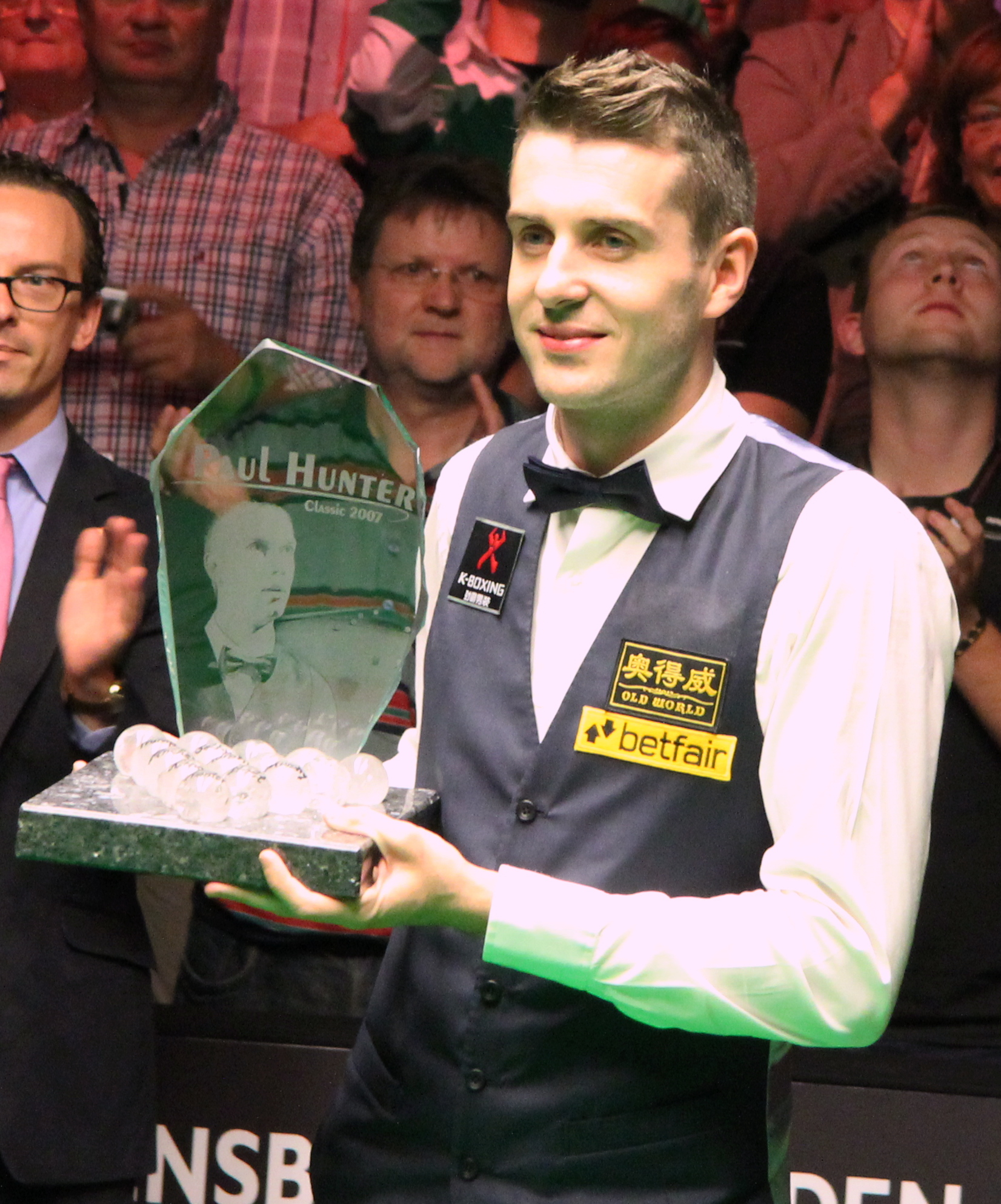
Vítěz PHC 2012 ve Fürthu – Mark Selby

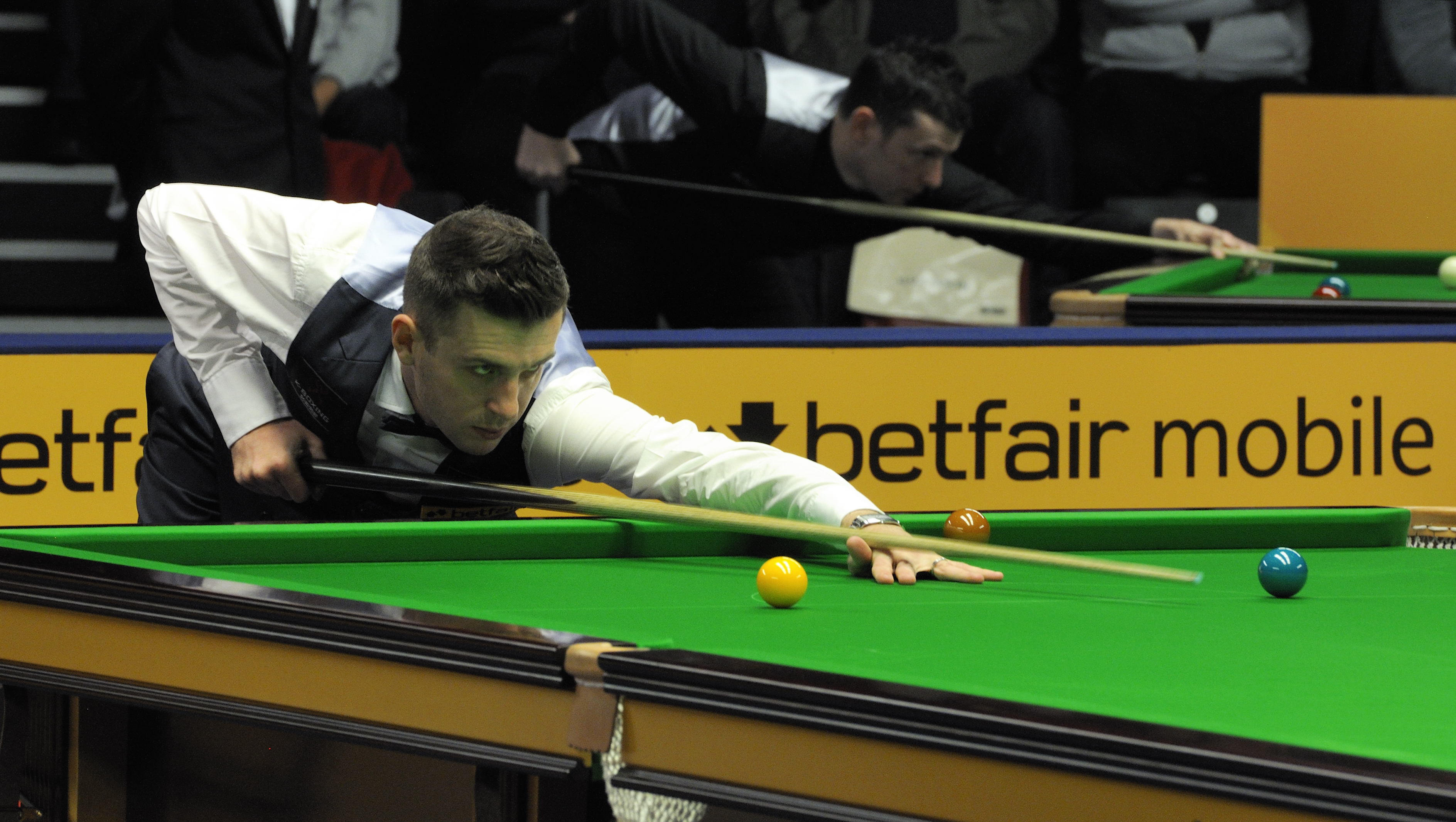
Mark Selby na German Masters v roce 2013

Vstoupil hned na začátku nové sezóny do Wuxi Classic, i když prakticky netrénoval kvůli léčenému zranění. Cítil se ale na 90 % fit.  Ve Wuxi měl problémy se spánkem. Dostal se po vítězství nad Barry Hawkinsem 5–2 a Jamie Copem 5–0 do čtvrtfinále, které prohrál se Stuartem Binghamem těsně 4–5 a cítil se naprosto vyřízený.
Následoval pozvánkový Sangsom 6-red World Championship v Thajsku, kde prohrál ve čtvrtfinále s Juddem Trumpen 5–7. Na Australian Goldfields Open ho v prvním kole vyřadil Jamie Burnett 3–5.
Na konci srpna se mu podařilo obhájit titul na Players Tour Championship - Paul Hunter Classic ve Fürthu, což bylo vzhledem k uplynulým okolnostem vynikajícím úspěchem. Postoupil do finále přes Seana O'Sullivana 4–0, Geralda Greenea 4–0, Marka Davise 4–3, Robbieho Williamse 4–3 a Kena Dohertyho 4–0. V semifinále porazil Pankaje Advaniho 4-2. Ve finále zvítězil nad Joe Swailem 4–1.
Probojoval se ještě do finále Players Tour Championship v říjnu v Antverpách, kde pohrál ve finále s Markem Allenem 1–4. Začátkem listopadu ztratil post světové jedničky během International Championship v Číně, když prohrál v last 16 s Ricky Waldenem 3–6, ale po pěti týdnech sesadil krátce kralujícího Judda Trumpa, který International Championship vyhrál. Došel do čtvrtfinále Players Tour Championship 4 v Gloucesteru s Anthony Hamiltonem, který v tomto zápase zvítězil 4–3.
Na International Championship v Chengdu vyhrál v 1. kole nad Ali Carterem 6–3. Z druhého kola pak postoupil jeho soupeř Ricky Walden s výsledkem 6–3. Následovala European Tour 4 v Sofii, kde ho ve 4. kole vyřadil Jack Lisowski 4–3.
Stal se opět světovou jedničkou v průběhu UK Championship, když na konci tohoto druhého největšího bodovaného turnaje zvedl nad hlavu vítěznou trofej. Cesta do finále nebyla pro něho vůbec snadná. Do UK Championship nastupoval jako ten, kdo nebyl favorizován pro nejvyšší kola. Potřeboval si po zranění zvýšit sebedůvěru a zároveň nebyl na něho dán takový tlak očekávání od okolí. Musel otáčet dva zápasy. První v last 16 s Ryanem Dayem z 0–3 na 6–4 a ve čtvrtfinále s Neilem Robertsonem prohrával 0–4 a postoupil 6–4. Prokázal opět v těchto dvou zápasech svou jedinečnost udržet klid pod tlakem a je schopen vyhrávat zápasy, které se zdají být ztracené. V semifinále zvítězil nad Markem Davisem 9–4 a ve finále ho pak čekal Shaun Murphy. V první session hráči ve výkonu drželi krok, ale druhá, večerní část, byla především v režii Marka, který dotáhl zápas do vítězného konce a zdolal Shauna Murphyho 10–6.
Po novém roce zvedl trofej na EPTC 6 - Munich Open v Německu, když zvítězil nad Graeme Dottem 4–3. Jeho velký úspěch se dostavil na pozvánkovém turnaji Masters, který se hraje v lednu v Londýně. Ztrácel v prvním kole se Stuartem Binghamem 1–5, ale postoupil do druhého kola svým vítězstvím 6–5. Ve čtvrtfinále porazil Marka Williamse 6–1. V semifinále byl jeho soupeřem Graeme Dott a opět dotahoval z 1–4 a 4–5 na konečné vítězství 6–5. Vyhrál tento turnaj potřetí, když ve finále porazil obhájce titulu Neila Robertsona 10–6.
Zúčastnil se turnaje Snooker Shoot-Out. Postoupil z prvního kola po porážce Kena Dohertyho 125–0, ve druhém kole zvítězil Nigel Bond 67–33.
Na German Masters došel do čtvrtfinále, kde prohrál s Barry Hawkinsem 1–5, stejně tak jako ve čtvrtfinále na World Open v Haikou, kde ho vyřadil 3–5 Neil Robertson. V Players Tour Championship Grand Final v Irsku prohrál v prvním kole s Jackem Lisowským 3–4.
Probojoval se koncem března do finále China Open. V prvním kole přešel přes Marka Kinga 5–1. V tomto zápase měl možnost udělat 147, ale nepotopil poslední černou kouli z bodu. V druhém kole měl za soupeře Ricky Waldena, kterého zdolal 5–2. Ve čtvrtfinále porazil Marka Williamse 5–1 a v semifinále Shauna Murphyho 6–2. Ve finále měl za soupeře Neila Robertsona, který nad ním zvítězil 10–6. Poslední dva zápasy hrál se žaludeční nevolností a jedl pouze banány.
Účast na mistrovství světa pro Marka skončila v druhém kole, kde ho z bojů o titul vyřadil Barry Hawkins 13–10.
Na konci sezóny došlo ke slovní přestřelce mezi šéfem World Snookeru Barry Hearnem a Markem kvůli zmínce o jeho vyhoření.
Na slavnostním večeru World Snooker Awards v hotelu Dorchester v Londýně dostal tři ocenění: World Snooker Player of the Year, Snooker Writers Player of the Year a Fans Player of the Year. Sezónu zakončil opět jako světová jednička. 

### Sezóna 2013/14

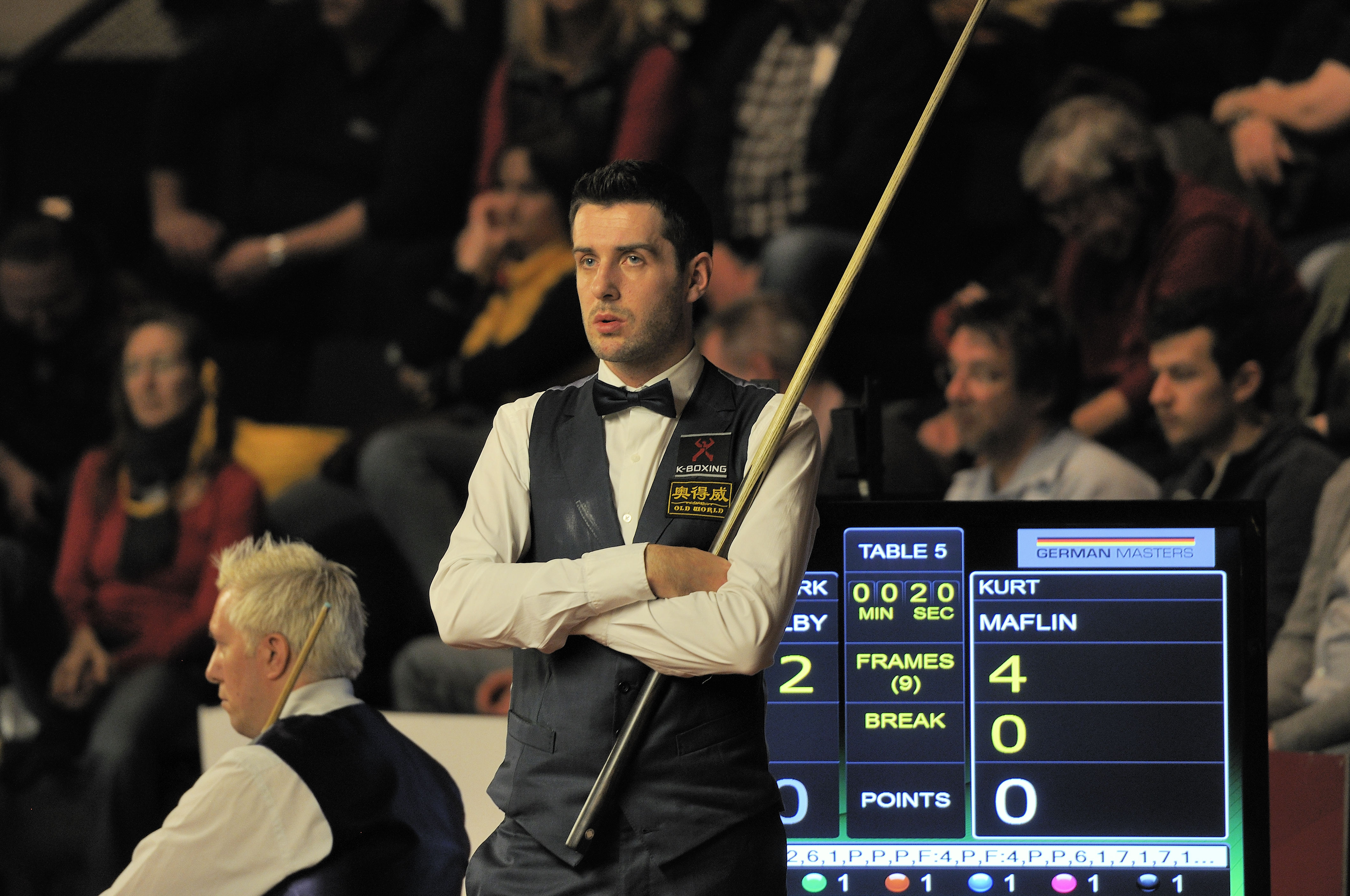
Mark Selby na German Masters v roce 2014

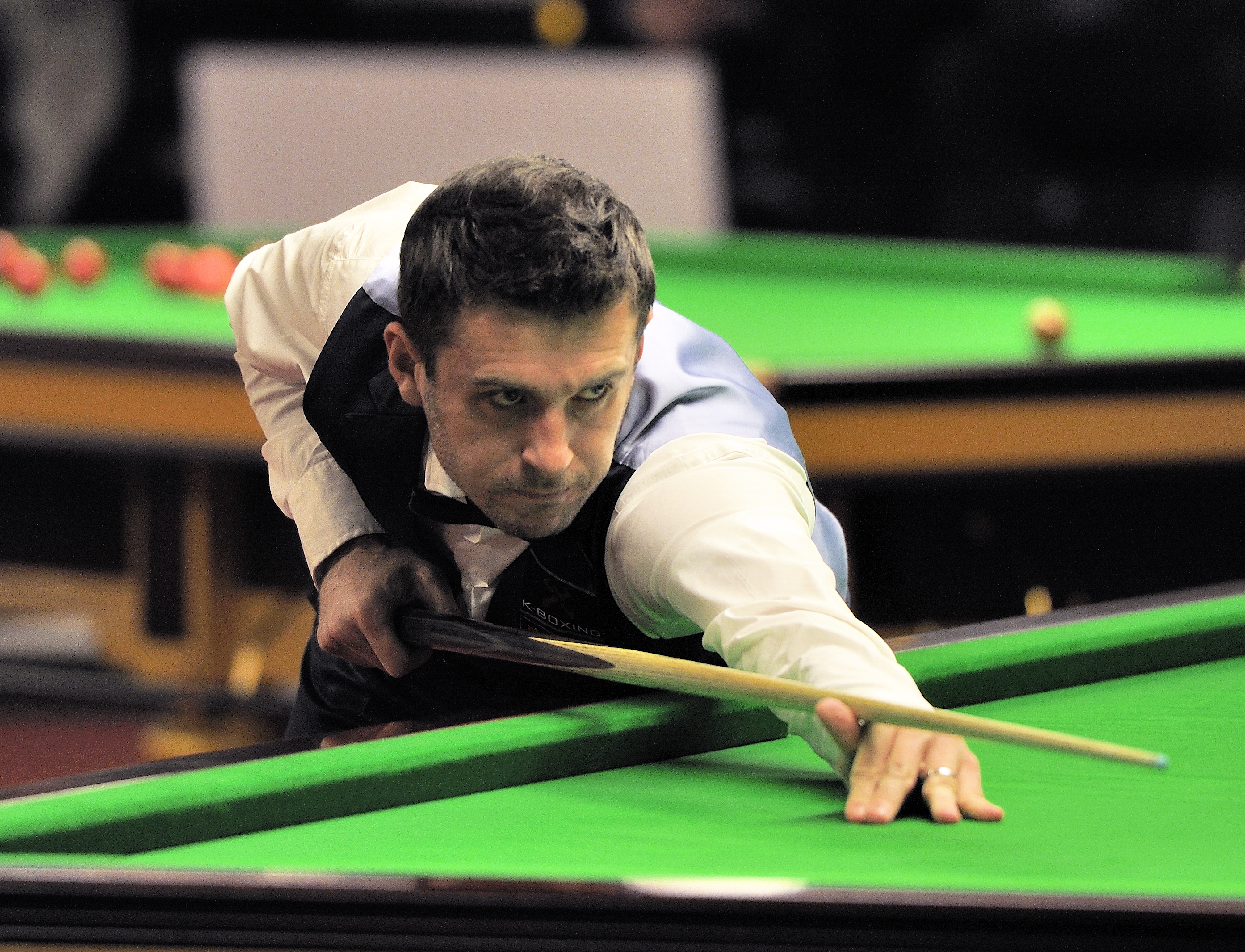
Mark Selby na German Masters v roce 2014

Na Asian Tour 1 v Yixingu postoupil do finále s Joem Perrym, který turnaj vyhrál 4–1. Po Wuxi Classic, kde opustil turnaj v prvním kvalifikačním kole, odletěl do Austrálie na bodovaný Australian Goldfields Open. Dostal se do semifinále, kde prohrál s Neilem Robertsonem 6–3. Následovalo European Tour v Rotterdamu. Po výhře nad Scottem Donaldsonem 4–1, Danielem Wardenem 4–0, Johnem Astleyem 4–2, Jimmy Robersonem 4–0, Martinem Gouldem 4–3 v semifinále porazil Davida Gilberta 4–3 se dostal do finále s Markem Williamsem, který se stal vízězem po výhře 4–3.
Zúčastnil se European Tour 4 ve Fürthu, kde došel do semifinále. Porazil v 1. kole Tiana Pengfeie 4–2, Roda Lawlera 4–1, Martina O'Donella 4–3, Aditya Mehtu 4–1, ve čtvrtfinále Roberta Milkinse 4–2. V semifinále měl za soupeře s Ronnie O'Sullivana, který v zápase zvítězil 4–2.
V září se zúčastnil SangSom 6-red World Championship v Thajsku, kde se dostal do semifinále s Markem Davisem. Tento zápas prohrál 4–7. Následovalo čtvrtfinále na Shanghai Masters, ve kterém prohrál s Barrym Hawkinsem 4–5. Zúčastnil se turnaje Indian Open, kde došel do 2. kola, ve kterém nad ním zvítězil Mark Williams 4–1.
Na International Championship v Chengu dosáhl čtvrtfinále po výhře nad Jammiem Burnetem 4–0, Peterem Linesem 6–4, Stuartem Binghamem 6–1. Ve čtvrtfinále prohrál s Marcem Fu 5–6.
Dostavil se úspěch na European Tour 7 v Antverpách, kde Mark postoupil do finále, ve kterém Ronnieho O'Sullivana porazil 4–3. Na pozvánkovém turnaji Champion of Champions v Coventry prošel přes Shauna Murphyho 4–2 a Stephena Maguireho 6–3 až do semifinále se Stuartem Binghamem, které Mark prohrál 4–6.
Na Championship postoupil do finále po výhře nad Shanem Castlem 6–4, Tianem Pengfeiem 6–4, Stuartem Caringtonem 6–0, Graeme Dottem 6–2, ve čtvrtfinále porazil Barryho Hawkinse 6–5, v semifinále Ricky Waldena 9-5. V tomto zápase se mu podařil jeho druhý maximální náběh (break) 147 a zároveň to byl historicky stý nejvyšší náběh v profesionálních turnajích, za což obdržel 55.000 liber. Ve finále prohrál s Neilem Robertsonem 7–10.
Na Masters se probojoval do dalšího finále, když porazil v prvním kole Marka Davise 6–5, ve čtvrtfinále Johna Higginse 6–5 a v semifinále Shauna Murphyho 6–1. Ve finále byl úspěšnější O'Sullivan, který nad ním zvítězil 10–4.
Na Welsh Open došel do čtvrtfinále, kde prohrál s Joem Perrym 1–5.
Dosáhl finále na bodovaném turnaji Haikou World Open. Postoupil přes Lyu Haotiana 5–2, Anthony Hamiltona 5–3, Noppona Saendghama 5–2, Lianga Wenba 5–1, Alana McManuse 5–1, Marca Fu 6–4 a ve finále prohrál se Shaunem Murphym 10–6. Probojoval se do semifinále na China Open, kde podlehl Mike Dunnovi 3–5.
Velký obrat nastal v jeho postupu do finále mistrovství světa. Vyřadil v prvním kole Michaela Whitea 10–9, ve druhém kole Ali Cartera 13–9, ve čtvrtfinále Alana McManuse 13–5 a v semifinále Neila Robertsona 17–15. Ve finále stál proti němu Ronnie O'Sullivan, který vedl 3–0, 8–10 a nakonec s ním prohrál 14–18.
Mark si výhrou mistrovského titulu splnil nejen sen, ale zároveň také slib, který dal v šestnácti letech svému otci v Loros (hospic v Leicesteru), který si přál, aby se stal mistrem světa.
Mimo jiné po zápase řekl: „Chtěl bych poděkovat všem za jejich podporu, nejen v uplynulých dvou týdnech, ale také v letech, když se nedařilo. To mě drželo a jsem naprosto nadšený, že vezmu s sebou trofej zpět do Leicesteru.“
Svým vítězstvím získal šek na 300.000 liber, nejvyšší cenu, jaká kdy byla mistru světa vyplacena, a vrátil se na post světové jedničky. Stal se devátým hráčem, který zkompletoval Triple Crown , která zahrnuje vítězství na UK Championship, Masters a World Championship. Přidal tak své jméno k Stevu Davisovi, Stephenu Hendrymu, Johnu Higginsovi, Ronnie O’Sullivanovi, Marku Williamsovi, Terry Griffithsovi, Alexi Higginsovi a Neilu Robertsonovi.
Na slavnostním večeru World Snooker Awards v hotelu Dorchester v Londýně, došlo k tradičnímu udílení cen, na kterém obdržel dvě ceny: Performance of the Year a Magic Moment of the Year. Byl také uveden do 147 Club - zde jsou hráči, kteří udělají maximální break 147 v průběhu sezóny. 
Tato sezóna byla zatím jeho nejúspěšnější. Zakončil ji opět jako světová jednička. 

### Sezóna 2014/15

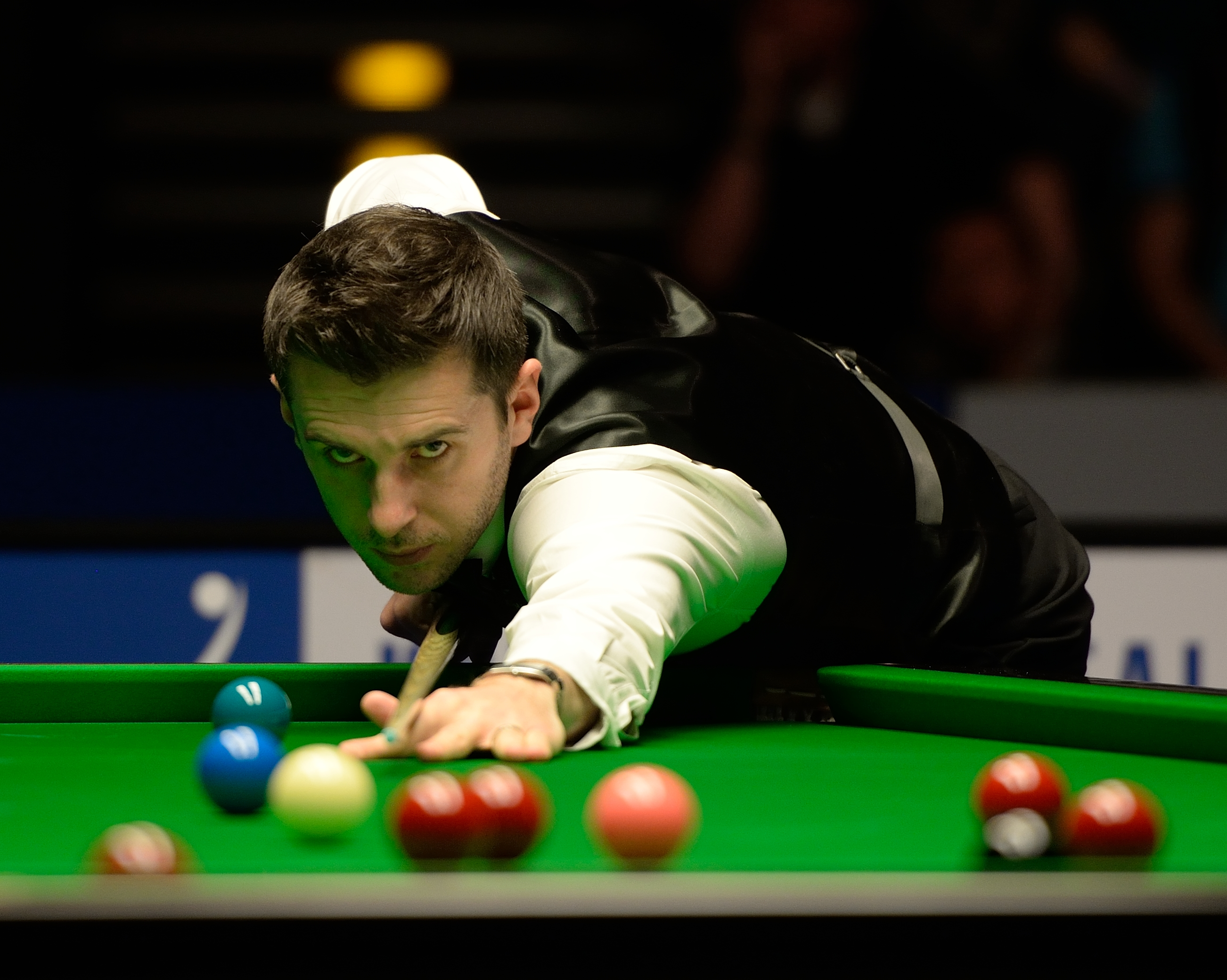
Mark Selby na German Masters 2015

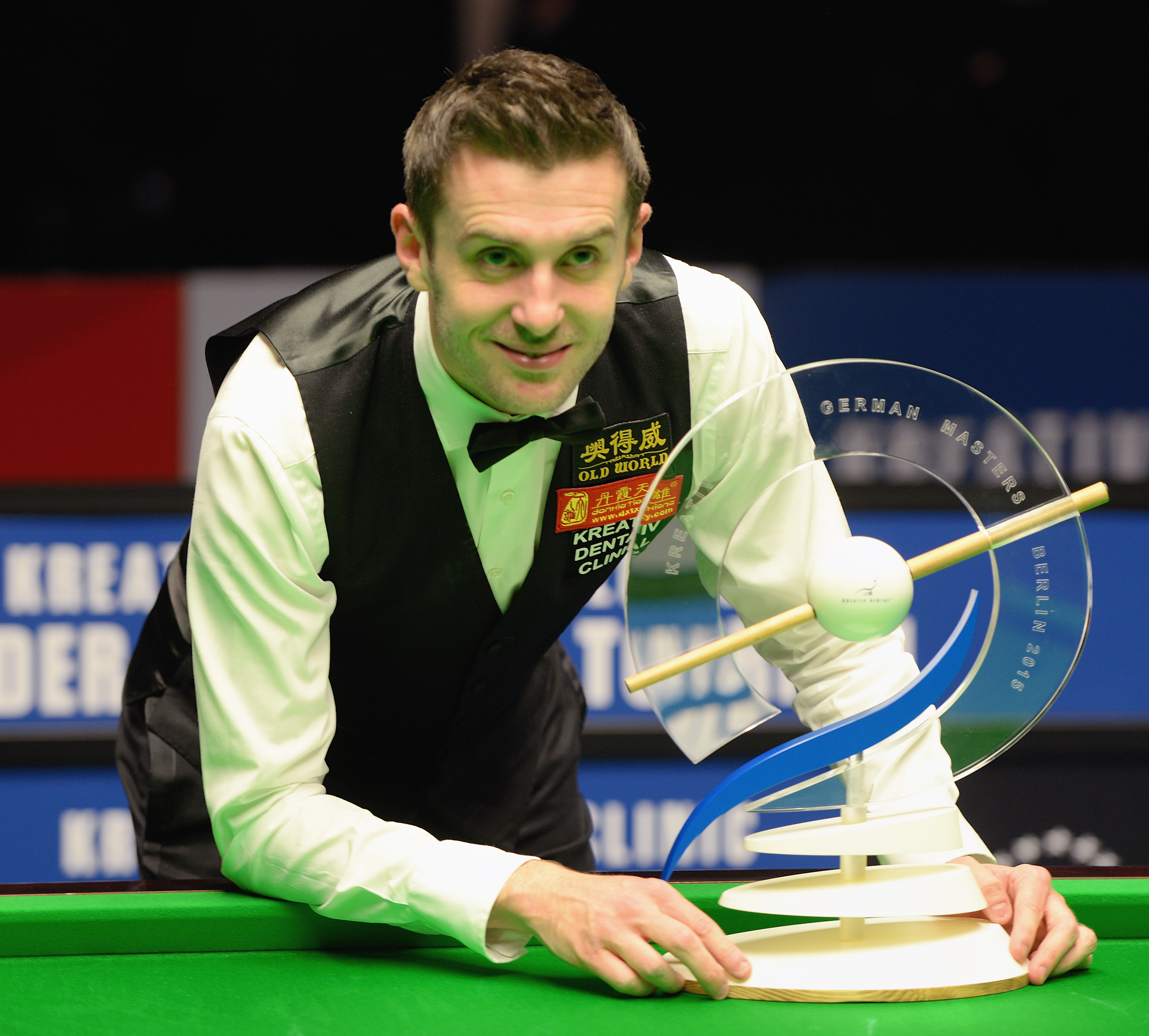
Vítěz German Masters 2015 – Mark Selby

Sezóna začala v Číně, kde se dostal do druhého kola Wuxi Classic, ve kterém prohrál s Liangem Wenbem 3–5. 
V první European Tour v Rize - Riga Open postoupil až do finále. Zvítězil nad Markem Allenem 4–3 a zvedl nad hlavu vítěznou trofej.
Následovalo European Tour 2 - Paul Hunter Classic ve Fürthu, kde postupně porazil Alexandera Ursenbachera 4–0, Dominica Dalea 4–0, Shauna Murphyho 4–3, v last 16 Lianga Wenba 4–3 a ve čtvrtfinále ho vyřadil Ricky Walden 4–3.
Shanghai Masters zakončil v semifinále, kde prohrál těsně s Markem Allenem 5–6. Při svém postupu vyřadil Kena Dohertyho 5–2,  Michaela Holta 5–3 a Fergala O’Briena 5–0. Překvapivě prohrál v kvalifikacích pro International Championhip v Chengu s mladým Oliverem Linesem 4–6.
Následovala jeho dvě čtvrtfinále – na European Tour v hlavním městě Bulharska, Sofii, kde se nedostal dál přes Shauna Murphyho 2–4 a na Champion of Champions v Coventry ho vyřadil Judd Trump 6–1.
Na UK Championship skončil ve druhém kole porážkou od Davida Morise 6–4.
Prohrál na Masters v prvním kole se Shaunem Murphym 5–6.
Začátkem února se zúčastnil Chinese Pool World Championship. Probojoval se do finále, které prohrál s Darren Appletonem 19–21.
Na German Masters zvedl další trofej, když se mu podařilo vyhrát finále 9–7 a oplatit tím Shaunovi Murphymu porážku z předchozího turnaje. Na cestě za vítězstvím v turnaji v Berlíně nechal za sebou Anthony McGilla 5–4, Petera Ebdona 5–1, Judda Trumpa 5–4 a v semifinále Stephena Maguireho 6–4.
Na Welsh Open zůstal mezi last 16, kde překvapivě prohrál 3–4 s mladým Lucou Brecelem z Belgie.
Koncem sezóny Mark ještě dosáhl vítězství na China Open. Postupně zvítězil nad Barry Hawkinsem 5–1, Markem Joycem 5–3, Elliotem Slessorem 5–1, Davidem Gilbertem 5–2, Robertem Milkinsem 5–4, v semifinále nad Kurtem Muflinem 6–3 a ve finále si poradil s Garym Wilsonem 10–2. 
Na World Championship v Sheffieldu, kde obhajoval titul, měl v prvním kole Kurta Maflina. S tímto norským hráčem se střetl už v semifinále China Open. Maflinova účast na mistrovství světa, kam postoupil z kvalifikací, byla jeho debutem. Maflin držel se světovou jedničkou krok, ale nakonec prohrál 9–10. V druhém kole ho vyřadil z boje o titul Anthony McGill, který zvítězil 13–9.
Zakončil třetí sezónu po sobě jako světová jednička a byl společně s Johnem Parrottem uveden na slavnostním večeru udílení cen World Snooker Awards v Londýně do Síně slávy. 

### Sezóna 2015/16
Jako světová jednička a úřadující mistr světa se společně se Stuartem Binghamem zúčastnili pozvánkového turnaje World Cup ve Wuxi za tým Anglie, který skončil ve skupině D jako třetí, a tak nepostoupil do čtvrtfinále vyřazovacího pavouka. Na Australian Goldfields Open prohrál ve druhém kole s Jamiem Jonesem 5–1. Na European Tour 1 – Riga Open skončil v last 32, když prohrál s Kenem Dohertym 1–4 . Na European Tour 2 – Paul Hunter Classic ho vyřadil ve druhém kole Scott Donaldson 2–4.
Na Six-red World Championship v Bangkoku se dostal do čtvrtfinále s Liangem Wenbem, který zvítězil 7–4.
Byl odvolán těsně před prvním zápasem na Shanghai Masters z důvodu úmrtí tchána. Byla to pro něho velká ztráta, protože tchán byl jeho velkým zastáncem a stal se téměř jeho náhradním otcem. Na European Tour 3 – Ruher Open v Mülhaimu prohrál v last 16 s Markem Williamsem 3–4.
Následovat bodovaný turnaj v Číně International Championship, kde se probojoval do semifinále vítězstvím přes Edena Sharava 6–1, Mike Dunna 6–3, Anthony McGilla 6–1, Michaela Whitea 6–3 a ve čtvrtfinále vyhrál nad Neilem Robertsonem 6–4. V semifinále měl za soupeře Johna Higginse, který ho porazil 9–4. Bylo to poprvé, co prohrál s nulou od Players Champioship Grand Final od března 2014.
Další jeho vstup do semifinále byl na UK Championship v Yorku. Zvítězil nad Joem O'Connorem 6–0, Oliverem Linesem 6–0, Jamiem Jonesem 6–5, Dechawatem Poomjaengem 6–1, Matthewem Seltem 6–1. V semifinále měl za soupeře Neila Robertsona, který zápas vyhrál 6–0.
Prestižní pozvánkový turnaj Masters ukončil ve čtvrtfinále prohrou s Ronniem O'Sullivanem 3–6.
Vyhrál European Tour 6 ve Gdyni, když ve finále zvítězil nad Martinem Gouldem 4–1. Na World Grand Prix v Cymru vypadl z 1. kola po prohře s Tomem Fordem 2–4.
Players Championship Grand final a China Open vynechal z osobních důvodů.
Nastoupil do posledního turnaje sezóny, kterým je mistrovství světa. Postoupil až do finále po vítězství nad Robertem Milkinsem 10–6, Samem Bairdem 13–11, ve čtvrtfinále si poradil s Kyrenem Wilsonem 13–8 a v semifinále s Marcem Fu 17–15. Po porážce Dinga Junhuie 18–14 ve finále získal svůj druhý titul mistra světa. Výhru druhého titulu mistra světa věnoval svému zesnulému tchánovi. 
Udržel si post světové jedničky i v této sezóně.  

### Sezóna 2016/17

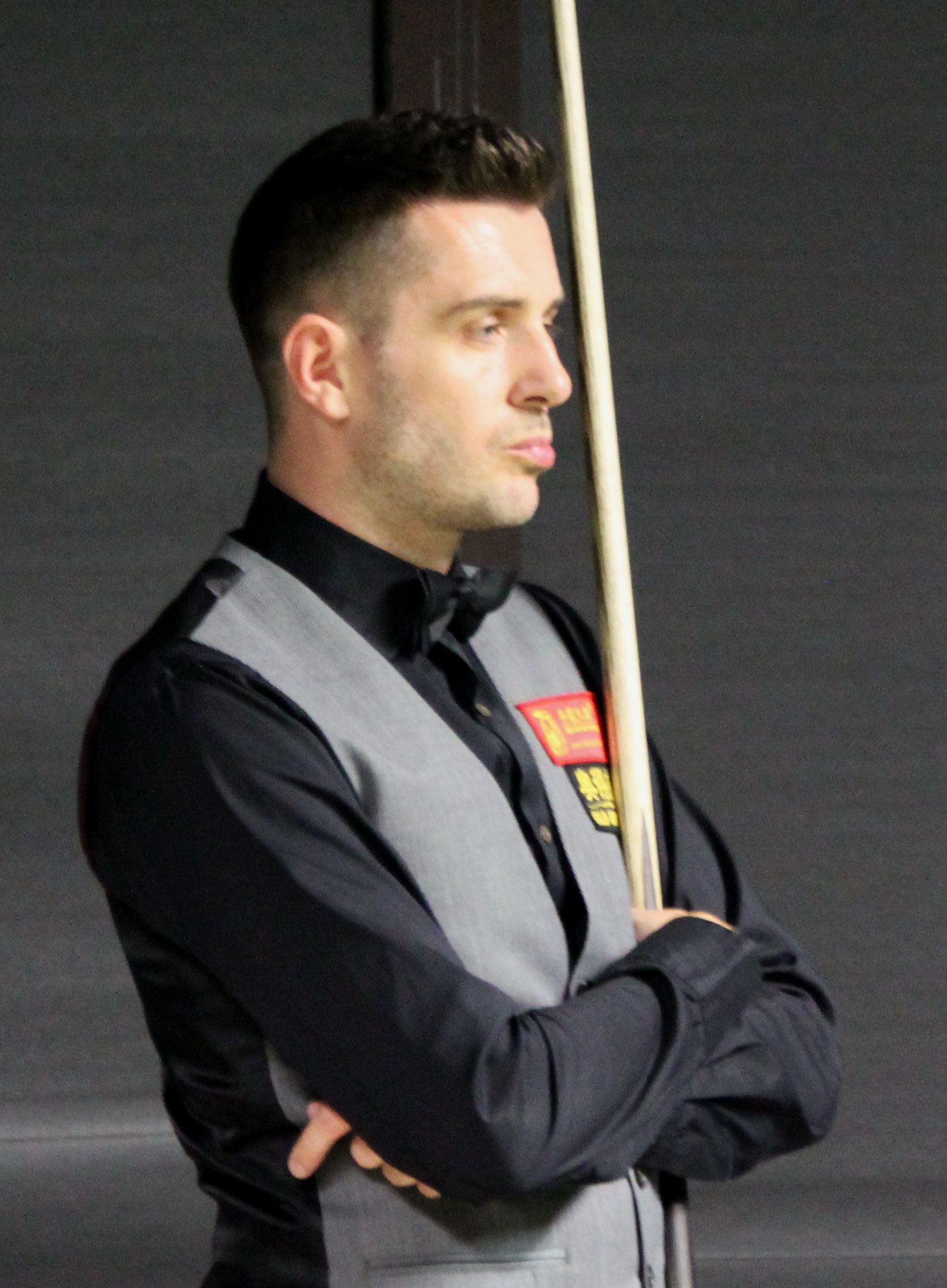
Mark Selby na Paul Hunter Classic 2016

V úvodu sezóny se konal Paul Hunter Classic ve Fürthu, kde vyhrál již třetí titul za dob jeho konání. Porazil Olivera Browna 4–0, Elliota Slessora 4–0, Jamese Cahilla 4–3, Sama Bairda 4–2 a v semifinále Dominica Dalea 4–2. Ve finále se střetl s Tomem Fordem, nad kterým zvítězil 4–2.
Na 6-reds World Championship v Bangkoku opustil turnaj v last 32 po prohře s Michaelem Whitem 6-4. Poté následovalo další finále na Shanghai Masters, do kterého se probojoval přes Yuana Sijunvena 5–1, Stuarta Carringtona 5–3, Ryana Daye 5–3 a v semifinále porazil Stuarta Binghama 6–5. Ve finálovém zápase podlehl Dingovi Junhui 10–6. 
Na European Masters v Bukurešti měl další dobrý běh turnajem, když vyhrál zápasy nad Johnem Astleyem 4–1, Fergalem O'Brienem 4–0, Dominicem Daleem 4–2, Barrym Hawkinsem 4–0, Alfiem Burdenem 4–0 a v semifinále prohrál s Juddem Trumpem 6–3.
Stal se vítězem na následujícím turnaji International Championship v Daqingu, což potvrdilo, že se mu na turnajích v Číně daří. Postupoval přes Paula Davisona 6–4, Alfieho Burdena 6–2, Johna Astleye 6–2, Lianga Wenba 6–5. Ve čtvrtfinále porazil Joea Perryho 6–3, v semifinále Stuarta Binghama 9–3 a ve finále potvrdil svou formu, když porazil Dinga Junhuie 10–1. 
Čtvrtfinále dosáhl na pozvánkovém turnaji China Championship v Guangzhou, kde prohrál s Markem Allenem 6–5  a na pozvánkovém turnaji Champion of Champions v Coventry nad ním zvítězil ve čtvrtfinále opět Mark Allen 6–5. 
V prestižním UK Championship v Yorku zvítězil podruhé v tomto turnaji výhrou nad Zhangen Andou 6–1 v last 16, ve čtvrtfinále nad Johnem Higginsm 6–5, v semifinále Shaunem Murphym 6–2 a ve finále zdolal Ronnieho O'Sullivana 10–7. 
Na Masters skončil ve čtvrtfinále po prohře 3–6 s Barrym Hawkinsem. 
Následoval German Masters, kde prohrál v 2. kole s Anthonym Hamiltonem 2–5. 
Na Welsh Open ukončil turnaj v 1. kole prohrou s Yanem Bingtaem 1–4. Dostal se do čtvrtfinále na Players Championship, ve kterém prohrál s Marcem Fu 5–2.
Vyhrál China Open v Pekingu. Do finále postoupil výhrou nad Adamem Stefanowem 5–3, Alfiem Burdenem 5–1, Martinem O'Donnellem 5–1, Adrewem Higginsonem 5–4, ve čtvrtfinále porazil Stephena Maguireho 5–1, v semifinále Kyrena Wilsona 6–4 a ve finále Marka Williamse 10–8. 
Potřetí se stal mistrem světa a obhájil svůj titul na Mistrovství světa ve snookeru v Sheffieldu, které slavilo 40 let svého vzniku , když na cestě za vítězstvím porazil Fergala O'Briena 10-2 , Xiao Guodonga 13-6, Marca Fua 13-3, v semifinále Dinga Junhui 17-15  a ve finále zvítězil nad Johnem Higginsem 18–15. , 
Na slavnostním večeru v Londýně vyhrál tři ceny: World Snooker Player of the Year, Snooker Journalists Player of the Year a Fans Player of the Year a pátým rokem si držel post světové jedničky. 

### Sezóna 2017/18
Mark před začátkem sezóny si poranil špičku palce doma ve své tréninkové místnosti.  Zúčastnil se pozvánkového turnaje Honk Kong Masters, kde prohrál ve čtvrtfinále s Neilem Robertsonem 5–3.
Na Paul Hunter Classic, který se představil naposled ve svém známém formátu, postupoval po vítězství nad Markem Joycem 4–3, Zhao Xintongem 4–1 a Lyu Haotianem 4–1 do last 16, kde prohrál s Michaelem Whitem 4–1. European Masters v Lommelu znamenalo pro něj čtvrtfinále, ve kterém prohrál se Stuartem Binghamem 2–4. 
Úspěch se dostavil na International Championship, bodovaném turnaji v Číně. Tento turnaj vyhrál. Do finále postoupil přes Ashleye Hugilla 6–1, Cao Yupenga 6–4, Toma Forda 6–4, Marka Williamse 6–4, Robbieho Williamse 6–2, Martina Goulda 9–3 a ve finále porazil Marka Allena 10–7. 
Následoval Champion of Champions v Coventry, kde prohrál ve čtvrtfinále s Lucou Brecelem 4–6. 
Na Shanghai Masters dosáhl last 16, prohrou s Markem Williamsem 3–5. Musel se rozloučit na UK Championship v druhém kole kvůli prohře se Scottem Donaldsonem 3–6.
Stal se vítězem druhé skupiny Championship League v Coventry porážkou Barryho Hawkinse 3–1  a v tomto zápase se mu podařilo dosáhnout 500. century (náběh 100+). O dva měsíce později prohrál v semifinále Winner's Group Championship League s Johnem Higginsem 2–3.
Masters opustil v druhém kole po prohře s Markem Williamsem 5–6. Na World Grand Prix se dostal do semifinále s Dingem Junhui, který nad ním těsně zvítězil 6–5.
Další vítězství ke konci sezóny si vybojoval na China Open. Nestačil na něj Wang Yuchen 4–6, Scott Donaldson 4–6, Ben Woollaston 3–6, Lyu Haotian 1–6, ve čtvrtfinále Mark Williams 2–6, v semifinále Kyren Wilson 8–10 a obhájil své vítězství z loňského roku porážkou Barryho Hawkinse 10–3 v finále.
World Championship v Sheffieldu, kde obhajoval titul, byl nucen opustit v 1. kole po prohře s Joem Perrym 10–4. ,
Navzdory neúspěchu na mistrovství světa zůstal nadále světovou jedničkou.

### Sezóna 2018/19
Prvním turnajem v srpnu byl pozvánkový Haining International Open a Mark se stal vítězem turnaje. Porazil ve finále Li Hanga 5–4 a obhájil tak svůj titul z předešlé sezóny. Na World Open v Yushanu v Číně skončil v last 16 prohrou s Nopponem Saengkhamem 4–5. Paul Hunter Classic ve Fürthu byl bez jeho účasti. Soutěžil dále v Číně SangSom 6 Red World Championship, kde prohrál s last 16 s Tomem Fordem 5–6.
Na Shanghai Masters prohrál ve čtvrtfinále s Dingem Junhuiem 5–6. Vítězství na China Championship pro něho zaznamenalo 15. bodovaný titul v kariéře. Probojoval se do finále přes Jimmiho Whitea 5–2, Akaniho Songsermsawada 5–3, Changa Bingyuie 5–1, Hosseina Vafaeie 5–3, ve čtvrtfinále pak Yuana Sijuneho 5–2, v semifinále Zhao Xintonga 6–4 a ve finále Johna Higginse 10–9 v dlouhém a napínavém zápase. 
Na International Championship dosáhl čtvrtfinále po prohře s Neilem Robertsonem 4–6. V druhém framu tohoto zápasu sestavil maximální break 147, již čtvrtý ve své profesionální kariéře.
Na Northern Ireland Open se dostal do semifinále. Při postupu za sebou zanechal Anthony Hamiltona 4–1, Jimmyho Robertsona 4–0, Hamzu Akbara 4–0, Martina O'Donnella 4–2, ve čtvrtfinále Thepchaiyu Un-Nooha 5–3 a v semifinále prohrál na závěrečné černé s Ronniem O'Sullivanem 5-6.
V dalších turnajích zažíval zklamání. Na UK Championship byl vyřazen v 1. kole Jamesem Cahillem 3–6. V lednu na Masters ve čtvrtfinále prohrál s Juddem Trumpem 2–6. Na German Masters došel do last 16, kde ho vyřadil David Gilbert 5-4. Trumpa potkal opět ve čtvrtfinále na World Grand Prix, kde s ním prohrál 1–5.
Následoval Welsh Open, kde se umístil v last 16. Prohrál s Hosseinem Vafaeiem 4–3. Stejně tak v last 16 skončil na Players Championship, kde prohrál s Johnem Higginsem 4–6. Na Tour Championship ve Walesu prohrál těsně ve čtvrtfinále s Neilem Robertsonem 8–9. Ronnie O'Sullivan, který celý turnaj vyhrál, připravil po šesti letech Marka o post světové jedničky.
Obhajoval svůj titul na China Open, kde vyhrál v roce 2017 a 2018 s nadějí, že dosáhne vrcholu před blížícím se mistrovstvím světa, ale prohrál již v 1. kvalifikačním kole se Craigem Steadmanem 3–6. Na mistrovství světa porazil v 1. kole Zhao Xintonga 10–7, ale v druhém podlehl Gary Wilsonovi 10–13.
Sezónu ukončil jako světová šestka. 

### Sezóna 2019/20
Úvodním turnajem byl Kaspersky Riga Masters na kterém skončil v last 16 po prohře se Stuartem Carringtonem 4–2.
Další turnaj se hrál v Číně. Na International Championship došel do semifinále. Nechal za sebou Sama Bairda 6–1, Liama Highfielda 6–3, Bena Woollastona 6–3, Davida Gilberta 6–5 a ve čtvrtfinále Garyho Wilsona 6–5. V semifinále nastoupil proti Juddu Trumpovi, se kterým prohrál 4–9. Následoval SangSom 6-Reds Championship v Bangkoku, kde prohrál v last 16 se Stuartem Binghamem 2–6. Na Shanghai Masters prohrál ve druhém kole s Jackem Lisowským 3–6. Od kvalifikačního kola postupoval na China Championship do semifinále kde byl jeho soupeřem Shaun Murphy, který zvítězil 6–3. Nepodařilo se mu tak obhájit svůj titul. Na Championship League zakončil svou účast v první i ve druhé skupině v semifinále.
Stal se vítězem English Open, když ve finále porazil Davida Gilberta 9–1. Cestou k titulu zvítězil nad Barry Pinchesem 4–2. V tomto zápase náběhem 103 bodů dosáhl svých historických 600 centuries. Dále vyhrál nad Martinem O'Donnellem 4–1, Matthew Seltem 4–2, Xiao Guodongem 4–1, Mei Xiwenem 5–3 a v semifinále vyřadil Marka Allena 6–5. Byl to jeho 16. bodovaný titul v kariéře. Naposledy vyhrál v loňské sezóně China Championship. Svým vítězstvím si zajistil účast na pozvánkovém turnaji Champion of Champions.
Do semifinále se dostal na pozvánkovém turnaji Haining Open, ve kterém zvítězil Thepchaiya Un-Nooh 4–2. Na World Open v Yushanu prohrál se Stuartem Binghamem 5–2 ve třetím kole. V zápase vedl 2–0, když Bingham vyhrál pět po sobě následujících frame s náběhy 108, 97, 114, 104 a 117. Na pozvánkovém turnaji Champion of Champions v Coventry v 1. kole musel opustit turnaj Yan Bingtao, kterého porazil 4–0. Ve 2. kole ale prohrál s Markem Allenem 2–6.
Na Northern Ireland Open se dostal do čtvrtfinále, ve kterém zvítězil John Higgins 5–4. Potřeboval víc než šest minut na rozmyšlení jednoho strku v 7. frame. Protože se zvedla vlna odezvy také z řad novinářů, Mark zareagoval na svém Twitteru: "Naprosto miluju to, jak jsem dosáhl více (novinových) titulků s jedním strkem, než když jsem vyhrál tři světové tituly.",
Na UK Championship ho vyřadil ve čtvrtém kole Matthew Stevens 5–4.
Další titul vyhrál na Scottish Open před Vánoci. Předchozí tři roky vynechával, ale hned po vstupu na turnaj byl úspěšný. Na cestě do finále porazil Marka Joyce 4–2, Alfieho Burdena 4–1, Liama Highfielda 4–1, Jimmy Robertsona 4–0, ve čtvrtfinále Ronnieho O'Sullivana 5–4, v semifinále Davida Gilberta 6–1 a ve finále zvítězil nad Jackem Lisowským 9–6.
Na Masters prohrál s Ali Carterem 6–4. Na European Masters v Dornbirnu prohrál v druhém kole s Barry Hawkinsem 4–5. Hawkins vedl už 4-0, ale nedokázal dotáhnout 5. frame, čehož využil a srovnal stav na 4-4. Rozhodující frame bral Hawkins náběhy 50 a 59.
Z kvalifikačních kol nepostoupil na German Masters.
Na World Grand Prix v Cheltenghamu byl vyřazen v prvním kole Xiaoem Guodongem 4–3.
Na Welsh Open se dostal do čtvrtfinále, kde prohrál s Ronniem O'Sullivanem 1–5. Následoval Shoot-Out, kde byl vyřazen v 1. kole Akanim Songsermsawadem 1-0.
Dosáhl čtvrtfinále na Players Championship, kde prohrál se Stephenem Maguirem 5–6.
Následovala přestávka v soutěži od poloviny března do konce května kvůli pandemii covidu-19 a sezóna se dohrávala od 1. června. Vstoupil do nebodované Championship League, kde skončil tabulkově třetí ve skupině 5. Prošel do 3. kola Gibraltar Open, kde prohrál s Lyu Haotianem 4-1.
Na bodovaném Tour Championship se dostal přes Yana Bingtaa do semifinále, kde se střetl s Markem Allenem, který zvítězil 9–2.
Sezónu zakončovalo od 31. července do 16. srpna mistrovství světa ve snookeru, které se kvůli pandemii covidu-19 hrálo bez diváků. Probojoval se do semifinále, když vyřadil po cestě za titulem Jordana Browna 10–6, Noppona Saengkhama 13–12, a Neila Robertsona 13–7. V semifinále se střetl s Ronniem O'Sullivanem, se kterým prohrál 16–17. Sezónu zakončil jako světová čtyřka.

### Sezóna 2020/21
Kvůli pandemii covidu-19 začala nová sezóna 13. září opět bez diváků. Úvodním bodovaným turnajem byl Championship League, kdy se hrálo ve skupinách až do 30. října, kde skončil ve 3. kole skupiny jedna..
Prvního vítězství v této sezóně se dočkal na European Masters, když ve finále porazil Martina Goulda v rozhodujícím frame 9–8. Byl to vyhraný 18. bodovaný turnaj v jeho kariéře. Na English Open obhajoval svůj titul z loňské sezóny. V semifinále turnaje prohrál s Neilem Robertsonem 6–5, když Robertson uzavřel zápas náběhem 92 bodů.
Na pozvánkovém turnaji Champion of Champions (snooker) se střetl opět s Neilem Robertsonem v semifinále, které pro svou vysokou kvalitu bylo označeno jako nejlepší zápas na best of 11 frames, jaký se dosud hrál. Robertson zopakoval svoje další vítězství 6–5 v závěrečném frame náběhem 84 bodů.. V anglickém deníku Metro vyšel článek ohledně Markovy šestiměsíční spolupráce s trenérem Chrisem Henrym. Henry mu pomáhá zvýšit sebevědomí, aby opět sbíral trofeje a vysvětluje, že měl vizuální problém při hře. Po tomto turnaji následovala kvalifikace na German Masters, kterého se nezúčastnil z důvodu prohry s Fergalem O'Brienem 5–3 v prvním kole. Na Northern Ireland Open překvapivě prohrál v druhém kole s Lukasem Kleckerem 0–4..
Jeden ze tří největších britských turnajů UK Championship znamenal pro něho úspěšný vstup. Zvítězil postupně nad Michaelem Whitem 6–4, Liamem Highfieldem 6–1, Hosseinem Vafaeiem 6–2 a Barry Hawkinsem 6–3. S Neilem Robertsonem se setkal ve čtvrtfinále, ve kterém prohrál 6–2.
Na Scottish Open dokázal zúročit svou dobrou formu. Byl teprve podruhé na tomto turnaji a podařilo se mu obhájit titul a tak vyrovnat rekord Stephena Hendryho na 11 po sobě úspěšně vyhraných finále. Do finále se probojoval přes Yuana Sijuna 4–1. Jejich zápas byl kvůli zpožděným výsledkům testování na covid-19 hrán o šest hodin později oproti původnímu plánu ve 14:00 h. Při dalším postupu turnajem vyřadil Nigela Bonda 4–2, Marka Joyceho 4–2 a Lü Haotiana 4–2. Ve čtvrtfinále porazil Ricky Waldena 5–4, v semifinále Jamieho Jonese 6–1 a ve finále Ronnieho O'Sullivana 9–3. O'Sullivan se nemohl proti Selbymu dostat do tempa a usiloval od začátku zápasu o dohrání svých framů, i když věděl, že jejich výsledek je nezvratný a snažil se tak dostat protihráče pod tlak. Ten však předvedl svou konzistenci od mistrovství světa a zápas dovedl do vítězného konce.
Posledním turnajem před Vánoci byl turnaj World Grand Prix, kde dosáhl semifinále po porážce Hosseina Vafaeie 6–3. Vafaei se ukázal urputným soupeřem.  V semifinále prohrál s Jackem Lisowským 3–6. Zúčastnil se třetí skupiny pozvánkové Championship League a jako pátý postoupil do skupiny čtyři tohoto turnaje.
Na Masters prohrál v prvním kole se Stephenem Maguirem 3-6.
Dalším turnajem, kterého se zúčastnil byl Shoot-Out. V tomto turnaji, hraném na jeden frame, porazil v 1. kole Billy Joe Castla 41-31, dále Barryho Pinchese 16-2, Liama Hingfielda 58-17, Declana Laveryho 55-9, Roberta Milkinse 27-21 a dostal se do semifinále, kde zvítězil nad Craigem Steadmanem 43-15. Postoupil do finále s Ryanem Dayem, kde prohrál 37-24. Tato prohra ukončila jeho rekordních 11 po sobě jdoucích finálových vítězství. 
Welsh Open se sice nehrál před diváky, ale hráči navštívili město Newport ve Walesu. V 1. kole zvítězil nad Barry Pinchesem 4-1. Ve 2. frame měl rozehráno na nejvyšší náběh 147, ale zradila ho předposlední růžová do středové kapsy.  Dále porazil Jamie O'Neilla 4-1, Joe O'Connora 4-3, přestože ztrácel 1-3, a Yana Bingtaa 4-2. Ve čtvrtfinále prohrál s Jordanem Brownem 5-4, když v závěrečném 9. frame minul rozhodující černou. 
Následoval Players Championship, kde porazil v last 16 Marka Williamse, ale ve čtvrtfinále prohrál s Johnem Higginsem 0-6. Byla to jeho první prohra s nulou v profesionálních turnajích na best of 17 frame. Po zápase řekl: "Nikdy jsem neměl zápas, kde bych měl tak málo šancí. John mě zmrazil od začátku do konce. Hrál neuvěřitelný zápas." 
Na Gibraltar Open skončil mezi last 32 po prohře s Chrisem Wakelinem 2-4. Aby získal 1. místo v European Series a bonus v hodnotě 150.000 liber, potřeboval se dostat do finále série, která běží druhou sezónu. Cena patří vítězi za nejvíce vyhraných finále v této sérii a pro tento rok obhájil vítězství Judd Trump.  Následoval bodovaný Cazoo Tour Championship pro osm nejlepších hráčů. Ve čtvrtfinále porazil Kyrena Wilsona 10-3. 
Velký úspěch dostavil na mistrovství světa, kde vybojoval čtvrtý mistrovský titul. Poprvé se hrálo před naplněným hledištěm. V prvním kole vyřadil Kurta Maflina 10-1. V last 16 Marka Allena 13-7, ve čtvrtfinále Marka Williamse 13-3 a v semifinále si poradil se Stuartem Binghamem 17-15. Ve finálovém zápase se střetl se Shaunem Murphym, nad kterým zvítězil 18-15. Po celou dobu šampionátu vykazoval skvělou formu a svoji všestrannou hru. Svou čtvrtou výhrou mistra světa se dostal mezi pět nejlepších hráčů světa, kteří vyhráli mistrovství světa více než 3x a stanul na stejném 4.stupínku se čtyřmi vítězstvími v turnaji s Johnem Higginsem. Šek pro vítěze činil 500 tis. liber. „Vyhrát to poprvé proti Ronniemu O'Sullivanovi bylo splněným snem - vyhrát to čtyřikrát je něco, o čem jsem mohl jen snít,“ řekl Selby v rozhovoru po finálovém zápase.
Na konci sezóny postoupil na 2. místo světového žebříčku. 

### Sezóna 2021/22
V Leicesteru začínaly dva turnaje. Prvním nebodovaným turnajem byla 1. skupina Championship League, které se neúčastnil. Vstoupil do druhého turnaje British Open a mohl se tak poprvé za svou kariéru představit domácímu publiku ve velkém bodovaném turnaji. Před naplněným hledištěm nastoupil v prvním kole proti Shaunu Murphymu, se kterým se setkal ve finále mistrovství světa na konci minulé sezóny. Připsal si další vítězství nad Murphym 3-2.  Ve druhém kole prohrál s Ali Carterem 0-3. 
Pokračoval boj o post světové jedničky. Judd Trump musel dojít v turnaji do čtvrtfinále,  aby si tento post udržel, avšak prohrál ve třetím kole s Elliotem Slessorem 2-3. Mark Selby se tak stal posedmé světovou jedničkou.
Na Northern Ireland Open se dostal do last 16, kde byl jeho soupeřem David Gilbert. V tomto zápase prohrál 4-2. Na English Open skončil opět v last 16, kde prohrál v napínavé závěru s Yanem Bingtaem 3-4.
Na Champion of Champions v Boltonu v 1. kole oplatit Davidu Gilbertovi porážku z English Open 4-3. V tomto zápase také sestavil svůj 700. century break.  Ve čtvrtfinále podlehl Yanu Bingtaovi 3-6. 
Na UK Championship v Yorku ho vyřadil v druhém kole Hossein Vafaei z Íránu 2-6.  Na Scottish Open dosáhl last 16 po prohře s Anthony McGillem 3-4. Na World Grand Prix se probojoval do semifinále, kde prohrál s Neilem Robertsonem 3-6. 
V Championship League si zahrál před Vánoci ještě ve čtvrté skupině a pokračoval v ní ještě po novém roce ve skupině 3 a 4. Dvakrát byl v semifinále, ale do 5. skupiny již nenastoupil a připravoval se na Masters.
Na Masters v Londýně porazil v prvním kole Stephena Maguireho 6-3.  Ve čtvrtfinále měl za soupeře Barryho Hawkinse, který ho vyřadil z turnaje, když nad ním zvítězil 6-1. V zápase nedokázal přejít přes break 50 a celkově se ve hře trápil. Po zápase řekl, že mu to nešlo a skončil přemožený.  Po Masters se svěřil, že trpí od dětství psychickými problémy, které se prohlubovaly a také současnost mu některé přináší.  Slíbil, že vyhledá odbornou pomoc.  Ačkoliv původně neměl nastoupit v Shoot Out v rodném Leicesteru, po poradě s odborným lékařem se rozhodl, že v turnaji bude hrát.  V turnaji na jeden vítězný frame vyřadil v prvním kole Li Hanga,  v druhém Elliota Slessora a ve třetím nad ním zvítězil Robbie Williams.
Následoval German Masters v Berlíně. Kvalifikační kolo dohrával až na místě konání a postoupil přes Rosse Muira 5-2. Ve druhém vyřadil Ashleye Cartyho 5-1. V last 32 nedal šanci Barry Pinchesovi s výhrou 5-0. V napínavém kole last 16 hrál s Yanem Bingtaem, kde v rozhodujícím framu byl jeho soupeř šťastnější a zajistil si postup do čtvrtfinále. 

## Život mimo snooker
Mark se narodil a prožil své dětství v New Parks v Leicesteru. Je velkým fanouškem Leicester City Football Club a také leicesterské rockové skupiny Kasabian, kde ho s baskytaristou Chrisem Edwardsem pojí dlouholeté přátelství.Má rád karaoke, ve volném čase běhá, hraje stolní tenis, šipky a golf. V roce 2007 porazil na exhibici Erica Bristowa. Od roku 2010 je patronem hospice Loros. Po druhém vítězství na Masters se mu dostalo v Leicesteru ocenění. Byl připsán na počest tohoto úspěchu na křišťálovou vázu při slavnostním ceremoniálu na radnici a jeho jméno bylo přidáno dne 24. dubna 2010 na chodník slávy za účasti leicesterského primátora. Zařadil se tak k celebritám v jeho rodném městě, na které je velmi vázaný.
V roce 2006 se na World Eight-Ball Championship sblížil s Vikki Layton, bývalou irskou hráčkou poolu. V srpnu 2010 oznámil jejich zasnoubení a svatba se konala 24. května 2011 v mexickém Cancúnu. Páru se 11. listopadu 2014 narodila dcera Sofia Maria. Mark má z předchozího manželství dceru, narozenou v roce 2004. Nyní žije s rodinou v South Wigston.
Není plavec a říká žertem o sobě, že spíš plave do hloubky než na délku. Bazén, který dal postavit ve svém velkém sídle, využívá rodina.
V roce 2018 si pořídil černé auto Lambo Huracán. Doma vlastní cvičný snookerový stůl, který si dal přivézt ze Sheffieldu po prvním zisku mistra světa. .

## Úspěchy v turnajích
| Místo ve světovém žebříčku          | /                 | 122               | 95                | 53                | 29                | 36                | 38                | 28                | 11                | 4                 | 7                 | 9                       | 3                       | 1                       | 1                       | 1                       | 1                       | 1                       | 1                       | 6                       | 4                       | 2                       | 1                       |                         |                         |                         |                         |                         |                         |                         |                         |                         |                         |                         |                         |                         |                         |                         |                         |                         |                         |                   |                   |                   |                   |                   |                   |     |     |
| Nebodované turnaje v UK             |                   |                   |                   |                   |                   |                   |                   |                   |                   |                   |                   |                         |                         |                         |                         |                         |                         |                         |                         |                         |                         |                         |                         |                         |                         |                         |                         |                         |                         |                         |                         |                         |                         |                         |                         |                         |                         |                         |                         |                         |                         |                   |                   |                   |                   |                   |                   |     |     |
| Champion of Champions (snooker)     | turnaj se nekonal | turnaj se nekonal | turnaj se nekonal | turnaj se nekonal | turnaj se nekonal | turnaj se nekonal | turnaj se nekonal | turnaj se nekonal | turnaj se nekonal | turnaj se nekonal | turnaj se nekonal | turnaj se nekonal       | turnaj se nekonal       | turnaj se nekonal       | SF                      | QF                      | R1                      | QF                      | QF                      | R1                      | QF                      | SF                      | QF                      |                         |                         |                         |                         |                         |                         |                         |                         |                         |                         |                         |                         |                         |                         |                         |                         |                         |                         |                   |                   |                   |                   |                   |                   |     |     |
| Masters (snooker)                   | NQ                | NQ                | NQ                | NQ                | NQ                | X                 | NQ                | NQ                | V                 | F                 | V                 | R1                      | QF                      | V                       | F                       | R1                      | QF                      | QF                      | R1                      | QF                      | R1                      | R1                      | QF                      |                         |                         |                         |                         |                         |                         |                         |                         |                         |                         |                         |                         |                         |                         |                         |                         |                         |                         |                   |                   |                   |                   |                   |                   |     |     |
| Championship League                 | turnaj se nekonal | turnaj se nekonal | turnaj se nekonal | turnaj se nekonal | turnaj se nekonal | turnaj se nekonal | turnaj se nekonal | turnaj se nekonal | F                 | F                 | RR                | R2                      | RR                      | RR                      | RR                      | X                       | R2                      | RR                      | SF                      | R2                      | RR                      | bt                      |                         |                         |                         |                         |                         |                         |                         |                         |                         |                         |                         |                         |                         |                         |                         |                         |                         |                         |                         |                   |                   |                   |                   |                   |                   |     |     |
| Bodované turnaje                    |                   |                   |                   |                   |                   |                   |                   |                   |                   |                   |                   |                         |                         |                         |                         |                         |                         |                         |                         |                         |                         |                         |                         |                         |                         |                         |                         |                         |                         |                         |                         |                         |                         |                         |                         |                         |                         |                         |                         |                         |                         |                   |                   |                   |                   |                   |                   |     |     |
| World Championship                  | NQ                | NQ                | NQ                | NQ                | NQ                | R1                | R2                | F                 | R1                | QF                | SF                | QF                      | R1                      | R2                      | V                       | R2                      | V                       | V                       | R1                      | R2                      | SF                      | V                       |                         |                         |                         |                         |                         |                         |                         |                         |                         |                         |                         |                         |                         |                         |                         |                         |                         |                         |                         |                   |                   |                   |                   |                   |                   |     |     |
| UK Championship                     | R1                | NQ                | NQ                | R2                | R1                | R2                | NQ                | R2                | SF                | R1                | QF                | R2                      | R2                      | V                       | F                       | R2                      | SF                      | V                       | R2                      | R1                      | R4                      | QF                      | R2                      |                         |                         |                         |                         |                         |                         |                         |                         |                         |                         |                         |                         |                         |                         |                         |                         |                         |                         |                   |                   |                   |                   |                   |                   |     |     |
| English Open (snooker)              | turnaj se nekonal | turnaj se nekonal | turnaj se nekonal | turnaj se nekonal | turnaj se nekonal | turnaj se nekonal | turnaj se nekonal | turnaj se nekonal | turnaj se nekonal | turnaj se nekonal | turnaj se nekonal | turnaj se nekonal       | turnaj se nekonal       | turnaj se nekonal       | turnaj se nekonal       | turnaj se nekonal       | turnaj se nekonal       | R2                      | R3                      | R2                      | V                       | SF                      | R3                      |                         |                         |                         |                         |                         |                         |                         |                         |                         |                         |                         |                         |                         |                         |                         |                         |                         |                         |                   |                   |                   |                   |                   |                   |     |     |
| Scottish Open (snooker)             | NQ                | NQ                | R1                | F                 | R1                | turnaj se nekonal | turnaj se nekonal | turnaj se nekonal | turnaj se nekonal | turnaj se nekonal | turnaj se nekonal | turnaj se nekonal       | turnaj se nekonal       | turnaj se nekonal       | turnaj se nekonal       | turnaj se nekonal       | turnaj se nekonal       | X                       | X                       | X                       | V                       | V                       | R3                      |                         |                         |                         |                         |                         |                         |                         |                         |                         |                         |                         |                         |                         |                         |                         |                         |                         |                         |                   |                   |                   |                   |                   |                   |     |     |
| Welsh Open (snooker)                | NQ                | NQ                | R1                | R1                | R2                | NQ                | R3                | R3                | V                 | QF                | QF                | SF                      | F                       | R1                      | QF                      | R4                      | QF                      | R3                      | R2                      | R4                      | QF                      | QF                      |                         |                         |                         |                         |                         |                         |                         |                         |                         |                         |                         |                         |                         |                         |                         |                         |                         |                         |                         |                   |                   |                   |                   |                   |                   |     |     |
| Northern Ireland Open (snooker)     | turnaj se nekonal | turnaj se nekonal | turnaj se nekonal | turnaj se nekonal | turnaj se nekonal | turnaj se nekonal | turnaj se nekonal | R3                | R2                | R3                | turnaj se nekonal | turnaj se nekonal       | turnaj se nekonal       | turnaj se nekonal       | turnaj se nekonal       | turnaj se nekonal       | turnaj se nekonal       | X                       | X                       | SF                      | QF                      | R2                      | R3                      |                         |                         |                         |                         |                         |                         |                         |                         |                         |                         |                         |                         |                         |                         |                         |                         |                         |                         |                   |                   |                   |                   |                   |                   |     |     |
| British Open (snooker)              | R1                | NQ                | NQ                | NQ                | R1                | R1                | turnaj se nekonal | turnaj se nekonal | turnaj se nekonal | turnaj se nekonal | turnaj se nekonal | turnaj se nekonal       | turnaj se nekonal       | turnaj se nekonal       | turnaj se nekonal       | turnaj se nekonal       | turnaj se nekonal       | turnaj se nekonal       | turnaj se nekonal       | turnaj se nekonal       | turnaj se nekonal       | turnaj se nekonal       | R2                      |                         |                         |                         |                         |                         |                         |                         |                         |                         |                         |                         |                         |                         |                         |                         |                         |                         |                         |                   |                   |                   |                   |                   |                   |     |     |
| Turkish Masters                     | turnaj se nekonal | turnaj se nekonal | turnaj se nekonal | turnaj se nekonal | turnaj se nekonal | turnaj se nekonal | turnaj se nekonal | turnaj se nekonal | turnaj se nekonal | turnaj se nekonal | turnaj se nekonal | turnaj se nekonal       | turnaj se nekonal       | turnaj se nekonal       | turnaj se nekonal       | turnaj se nekonal       | turnaj se nekonal       | turnaj se nekonal       | turnaj se nekonal       | turnaj se nekonal       | turnaj se nekonal       | turnaj se nekonal       |                         |                         |                         |                         |                         |                         |                         |                         |                         |                         |                         |                         |                         |                         |                         |                         |                         |                         |                         |                   |                   |                   |                   |                   |                   |     |     |
| World Grand Prix (snooker)          | turnaj se nekonal | turnaj se nekonal | turnaj se nekonal | turnaj se nekonal | turnaj se nekonal | turnaj se nekonal | turnaj se nekonal | turnaj se nekonal | turnaj se nekonal | turnaj se nekonal | turnaj se nekonal | turnaj se nekonal       | turnaj se nekonal       | turnaj se nekonal       | turnaj se nekonal       | nb                      | R1                      | R1                      | SF                      | QF                      | R1                      | SF                      | SF                      |                         |                         |                         |                         |                         |                         |                         |                         |                         |                         |                         |                         |                         |                         |                         |                         |                         |                         |                   |                   |                   |                   |                   |                   |     |     |
| European Masters (snooker)          | tsn               | tsn               | NQ                | NQ                | NQ                | NQ                | NQ                | NQ                | turnaj se nekonal | turnaj se nekonal | turnaj se nekonal | turnaj se nekonal       | turnaj se nekonal       | turnaj se nekonal       | turnaj se nekonal       | turnaj se nekonal       | turnaj se nekonal       | SF                      | QF                      | R3                      | R2                      | V                       |                         |                         |                         |                         |                         |                         |                         |                         |                         |                         |                         |                         |                         |                         |                         |                         |                         |                         |                         |                   |                   |                   |                   |                   |                   |     |     |
| Tour Championship (snooker)         | turnaj se nekonal | turnaj se nekonal | turnaj se nekonal | turnaj se nekonal | turnaj se nekonal | turnaj se nekonal | turnaj se nekonal | turnaj se nekonal | turnaj se nekonal | turnaj se nekonal | turnaj se nekonal | turnaj se nekonal       | turnaj se nekonal       | turnaj se nekonal       | turnaj se nekonal       | turnaj se nekonal       | turnaj se nekonal       | turnaj se nekonal       | turnaj se nekonal       | QF                      | SF                      | SF                      |                         |                         |                         |                         |                         |                         |                         |                         |                         |                         |                         |                         |                         |                         |                         |                         |                         |                         |                         |                   |                   |                   |                   |                   |                   |     |     |
| Players Championship                | turnaj se nekonal | turnaj se nekonal | turnaj se nekonal | turnaj se nekonal | turnaj se nekonal | turnaj se nekonal | turnaj se nekonal | turnaj se nekonal | turnaj se nekonal | turnaj se nekonal | turnaj se nekonal | SF                      | QF                      | R1                      | R1                      | R2                      | O                       | QF                      | R2                      | R1                      | QF                      | QF                      |                         |                         |                         |                         |                         |                         |                         |                         |                         |                         |                         |                         |                         |                         |                         |                         |                         |                         |                         |                   |                   |                   |                   |                   |                   |     |     |
| Championship League                 | turnaj se nekonal | turnaj se nekonal | turnaj se nekonal | turnaj se nekonal | turnaj se nekonal | turnaj se nekonal | turnaj se nekonal | turnaj se nekonal | nebodovaný turnaj | nebodovaný turnaj | nebodovaný turnaj | nebodovaný turnaj       | nebodovaný turnaj       | nebodovaný turnaj       | nebodovaný turnaj       | nebodovaný turnaj       | nebodovaný turnaj       | nebodovaný turnaj       | nebodovaný turnaj       | nebodovaný turnaj       | nebodovaný turnaj       | 3R                      | O                       |                         |                         |                         |                         |                         |                         |                         |                         |                         |                         |                         |                         |                         |                         |                         |                         |                         |                         |                   |                   |                   |                   |                   |                   |     |     |
| Gibraltar Open                      | turnaj se nekonal | turnaj se nekonal | turnaj se nekonal | turnaj se nekonal | turnaj se nekonal | turnaj se nekonal | turnaj se nekonal | turnaj se nekonal | turnaj se nekonal | turnaj se nekonal | turnaj se nekonal | turnaj se nekonal       | turnaj se nekonal       | turnaj se nekonal       | turnaj se nekonal       | turnaj se nekonal       | bb                      | R3                      | X                       | X                       | R3                      | R3                      |                         |                         |                         |                         |                         |                         |                         |                         |                         |                         |                         |                         |                         |                         |                         |                         |                         |                         |                         |                   |                   |                   |                   |                   |                   |     |     |
| German Masters                      | turnaj se nekonal | turnaj se nekonal | turnaj se nekonal | turnaj se nekonal | turnaj se nekonal | turnaj se nekonal | turnaj se nekonal | turnaj se nekonal | turnaj se nekonal | turnaj se nekonal | turnaj se nekonal | F                       | QF                      | QF                      | R2                      | V                       | R2                      | R2                      | R2                      | R2                      | NQ                      | NQ                      |                         |                         |                         |                         |                         |                         |                         |                         |                         |                         |                         |                         |                         |                         |                         |                         |                         |                         |                         |                   |                   |                   |                   |                   |                   |     |     |
| Snooker Shoot-Out                   | tsn               | tsn               | tsn               | tsn               | tsn               | tsn               | tsn               | tsn               | tsn               | tsn               | tsn               | R3                      | R2                      | R2                      | R1                      | R1                      | X                       | X                       | X                       | X                       | R1                      | F                       |                         |                         |                         |                         |                         |                         |                         |                         |                         |                         |                         |                         |                         |                         |                         |                         |                         |                         |                         |                   |                   |                   |                   |                   |                   |     |     |
| WST Pro Series                      | turnaj se nekonal | turnaj se nekonal | turnaj se nekonal | turnaj se nekonal | turnaj se nekonal | turnaj se nekonal | turnaj se nekonal | turnaj se nekonal | turnaj se nekonal | turnaj se nekonal | turnaj se nekonal | turnaj se nekonal       | turnaj se nekonal       | turnaj se nekonal       | turnaj se nekonal       | turnaj se nekonal       | turnaj se nekonal       | turnaj se nekonal       | turnaj se nekonal       | turnaj se nekonal       | turnaj se nekonal       |                         |                         |                         |                         |                         |                         |                         |                         |                         |                         |                         |                         |                         |                         |                         |                         |                         |                         |                         |                         |                   |                   |                   |                   |                   |                   |     |     |
| Jiný formát turnaje                 |                   |                   |                   |                   |                   |                   |                   |                   |                   |                   |                   |                         |                         |                         |                         |                         |                         |                         |                         |                         |                         |                         |                         |                         |                         |                         |                         |                         |                         |                         |                         |                         |                         |                         |                         |                         |                         |                         |                         |                         |                         |                   |                   |                   |                   |                   |                   |     |     |
| Six-red World Championship          | turnaj se nekonal | turnaj se nekonal | turnaj se nekonal | turnaj se nekonal | turnaj se nekonal | turnaj se nekonal | turnaj se nekonal | turnaj se nekonal | turnaj se nekonal | R1                | X                 | V                       | tsn                     | QF                      | SF                      | O                       | QF                      | R1                      | X                       | R1                      | R2                      |                         |                         |                         |                         |                         |                         |                         |                         |                         |                         |                         |                         |                         |                         |                         |                         |                         |                         |                         |                         |                   |                   |                   |                   |                   |                   |     |     |
| Bývalé bodované turnaje             |                   |                   |                   |                   |                   |                   |                   |                   |                   |                   |                   |                         |                         |                         |                         |                         |                         |                         |                         |                         |                         |                         |                         |                         |                         |                         |                         |                         |                         |                         |                         |                         |                         |                         |                         |                         |                         |                         |                         |                         |                         |                   |                   |                   |                   |                   |                   |     |     |
| Malta Grand Prix                    | NQ                | nb                | turnaj se nekonal | turnaj se nekonal | turnaj se nekonal | turnaj se nekonal | turnaj se nekonal | turnaj se nekonal | turnaj se nekonal | turnaj se nekonal | turnaj se nekonal | turnaj se nekonal       | turnaj se nekonal       | turnaj se nekonal       | turnaj se nekonal       | turnaj se nekonal       | turnaj se nekonal       | turnaj se nekonal       | turnaj se nekonal       | turnaj se nekonal       | turnaj se nekonal       | turnaj se nekonal       | turnaj se nekonal       | turnaj se nekonal       | turnaj se nekonal       | turnaj se nekonal       | turnaj se nekonal       | turnaj se nekonal       | turnaj se nekonal       | turnaj se nekonal       | turnaj se nekonal       | turnaj se nekonal       | turnaj se nekonal       |                         |                         |                         |                         |                         |                         |                         |                         |                   |                   |                   |                   |                   |                   |     |     |
| Thailand Masters                    | NQ                | NQ                | NQ                | nb                | tsn               | tsn               | tsn               | nb                | turnaj se nekonal | turnaj se nekonal | turnaj se nekonal | turnaj se nekonal       | turnaj se nekonal       | turnaj se nekonal       | turnaj se nekonal       | turnaj se nekonal       | turnaj se nekonal       | turnaj se nekonal       | turnaj se nekonal       | turnaj se nekonal       | turnaj se nekonal       | turnaj se nekonal       | turnaj se nekonal       | turnaj se nekonal       | turnaj se nekonal       | turnaj se nekonal       | turnaj se nekonal       | turnaj se nekonal       | turnaj se nekonal       | turnaj se nekonal       | turnaj se nekonal       | turnaj se nekonal       | turnaj se nekonal       | turnaj se nekonal       | turnaj se nekonal       | turnaj se nekonal       | turnaj se nekonal       | turnaj se nekonal       | turnaj se nekonal       |                         |                         |                   |                   |                   |                   |                   |                   |     |     |
| British Open (snooker)              | R1                | NQ                | NQ                | NQ                | R1                | R1                | turnaj se nekonal | turnaj se nekonal | turnaj se nekonal | turnaj se nekonal | turnaj se nekonal | turnaj se nekonal       | turnaj se nekonal       | turnaj se nekonal       | turnaj se nekonal       | turnaj se nekonal       | turnaj se nekonal       | turnaj se nekonal       | turnaj se nekonal       | turnaj se nekonal       | turnaj se nekonal       | turnaj se nekonal       | turnaj se nekonal       | turnaj se nekonal       | turnaj se nekonal       | turnaj se nekonal       | turnaj se nekonal       | turnaj se nekonal       | turnaj se nekonal       | turnaj se nekonal       | turnaj se nekonal       | turnaj se nekonal       | turnaj se nekonal       | turnaj se nekonal       | turnaj se nekonal       | turnaj se nekonal       |                         |                         |                         |                         |                         |                   |                   |                   |                   |                   |                   |     |     |
| Irish Masters                       | nbt               | nbt               | nbt               | R1                | R1                | R1                | tsn               | nb                | turnaj se nekonal | turnaj se nekonal | turnaj se nekonal | turnaj se nekonal       | turnaj se nekonal       | turnaj se nekonal       | turnaj se nekonal       | turnaj se nekonal       | turnaj se nekonal       | turnaj se nekonal       | turnaj se nekonal       | turnaj se nekonal       | turnaj se nekonal       | turnaj se nekonal       | turnaj se nekonal       | turnaj se nekonal       | turnaj se nekonal       | turnaj se nekonal       | turnaj se nekonal       | turnaj se nekonal       | turnaj se nekonal       | turnaj se nekonal       | turnaj se nekonal       | turnaj se nekonal       | turnaj se nekonal       | turnaj se nekonal       | turnaj se nekonal       | turnaj se nekonal       | turnaj se nekonal       | turnaj se nekonal       |                         |                         |                         |                   |                   |                   |                   |                   |                   |     |     |
| Paul Hunter Classic                 | turnaj se nekonal | turnaj se nekonal | turnaj se nekonal | turnaj se nekonal | turnaj se nekonal | Pro-am turnaj     | Pro-am turnaj     | Pro-am turnaj     | R2                | F                 | R3                | R1                      | V                       | V                       | SF                      | QF                      | R2                      | V                       | R4                      | O                       | nb                      | tsn                     |                         |                         |                         |                         |                         |                         |                         |                         |                         |                         |                         |                         |                         |                         |                         |                         |                         |                         |                         |                   |                   |                   |                   |                   |                   |     |     |
| Australian Goldfields Open          | turnaj se nekonal | turnaj se nekonal | turnaj se nekonal | turnaj se nekonal | turnaj se nekonal | turnaj se nekonal | turnaj se nekonal | turnaj se nekonal | turnaj se nekonal | turnaj se nekonal | turnaj se nekonal | turnaj se nekonal       | QF                      | R1                      | SF                      | X                       | R2                      | turnaj se nekonal       | turnaj se nekonal       | turnaj se nekonal       | turnaj se nekonal       | turnaj se nekonal       | turnaj se nekonal       | turnaj se nekonal       | turnaj se nekonal       | turnaj se nekonal       | turnaj se nekonal       | turnaj se nekonal       | turnaj se nekonal       | turnaj se nekonal       | turnaj se nekonal       | turnaj se nekonal       | turnaj se nekonal       | turnaj se nekonal       | turnaj se nekonal       | turnaj se nekonal       | turnaj se nekonal       | turnaj se nekonal       | turnaj se nekonal       | turnaj se nekonal       | turnaj se nekonal       | turnaj se nekonal | turnaj se nekonal | turnaj se nekonal | turnaj se nekonal | turnaj se nekonal | turnaj se nekonal |     |     |
| Indian Open (snooker)               | turnaj se nekonal | turnaj se nekonal | turnaj se nekonal | turnaj se nekonal | turnaj se nekonal | turnaj se nekonal | turnaj se nekonal | turnaj se nekonal | turnaj se nekonal | turnaj se nekonal | turnaj se nekonal | turnaj se nekonal       | turnaj se nekonal       | turnaj se nekonal       | R2                      | X                       | tsn                     | X                       | X                       | X                       | tsn                     | tsn                     |                         |                         |                         |                         |                         |                         |                         |                         |                         |                         |                         |                         |                         |                         |                         |                         |                         |                         |                         |                   |                   |                   |                   |                   |                   |     |     |
| World Open (snooker)                | R1                | NQ                | NQ                | NQ                | R1                | QF                | R1                | R2                | G2C               | R2                | R1                | NQ                      | SF                      | QF                      | F                       | tsn                     | tsn                     | R2                      | R1                      | R3                      | R3                      | tsn                     |                         |                         |                         |                         |                         |                         |                         |                         |                         |                         |                         |                         |                         |                         |                         |                         |                         |                         |                         |                   |                   |                   |                   |                   |                   |     |     |
| Riga Masters (snooker)              | turnaj se nekonal | turnaj se nekonal | turnaj se nekonal | turnaj se nekonal | turnaj se nekonal | turnaj se nekonal | turnaj se nekonal | turnaj se nekonal | turnaj se nekonal | turnaj se nekonal | turnaj se nekonal | turnaj se nekonal       | turnaj se nekonal       | turnaj se nekonal       | turnaj se nekonal       | bb                      | bb                      | R1                      | O                       | X                       | R3                      | tsn                     |                         |                         |                         |                         |                         |                         |                         |                         |                         |                         |                         |                         |                         |                         |                         |                         |                         |                         |                         |                   |                   |                   |                   |                   |                   |     |     |
| Wuxi Classic                        | turnaj se nekonal | turnaj se nekonal | turnaj se nekonal | turnaj se nekonal | turnaj se nekonal | turnaj se nekonal | turnaj se nekonal | turnaj se nekonal | turnaj se nekonal | F                 | G2                | R1                      | QF                      | QF                      | NQ                      | R2                      | turnaj se nekonal       | turnaj se nekonal       | turnaj se nekonal       | turnaj se nekonal       | turnaj se nekonal       | turnaj se nekonal       | turnaj se nekonal       | turnaj se nekonal       | turnaj se nekonal       | turnaj se nekonal       | turnaj se nekonal       | turnaj se nekonal       | turnaj se nekonal       | turnaj se nekonal       | turnaj se nekonal       | turnaj se nekonal       | turnaj se nekonal       | turnaj se nekonal       | turnaj se nekonal       | turnaj se nekonal       | turnaj se nekonal       | turnaj se nekonal       | turnaj se nekonal       | turnaj se nekonal       | turnaj se nekonal       | turnaj se nekonal | turnaj se nekonal | turnaj se nekonal | turnaj se nekonal | turnaj se nekonal |                   |     |     |
| Shanghai Masters (snooker)          | turnaj se nekonal | turnaj se nekonal | turnaj se nekonal | turnaj se nekonal | turnaj se nekonal | turnaj se nekonal | turnaj se nekonal | turnaj se nekonal | SF                | SF                | R1                | SF                      | V                       | R1                      | QF                      | SF                      | O                       | F                       | R3                      | QF                      | R2                      | tsn                     |                         |                         |                         |                         |                         |                         |                         |                         |                         |                         |                         |                         |                         |                         |                         |                         |                         |                         |                         |                   |                   |                   |                   |                   |                   |     |     |
| China Open (snooker)                | NQ                | NQ                | SF                | tsn               | tsn               | NQ                | R1                | R2                | SF                | R2                | R2                | F                       | O                       | F                       | QF                      | V                       | O                       | V                       | V                       | NQ                      | tsn                     | tsn                     |                         |                         |                         |                         |                         |                         |                         |                         |                         |                         |                         |                         |                         |                         |                         |                         |                         |                         |                         |                   |                   |                   |                   |                   |                   |     |     |
| China Championship (snooker)        | turnaj se nekonal | turnaj se nekonal | turnaj se nekonal | turnaj se nekonal | turnaj se nekonal | turnaj se nekonal | turnaj se nekonal | turnaj se nekonal | turnaj se nekonal | turnaj se nekonal | turnaj se nekonal | turnaj se nekonal       | turnaj se nekonal       | turnaj se nekonal       | turnaj se nekonal       | turnaj se nekonal       | turnaj se nekonal       | nb                      | R2                      | V                       | SF                      | tsn                     |                         |                         |                         |                         |                         |                         |                         |                         |                         |                         |                         |                         |                         |                         |                         |                         |                         |                         |                         |                   |                   |                   |                   |                   |                   |     |     |
| International Championship          | turnaj se nekonal | turnaj se nekonal | turnaj se nekonal | turnaj se nekonal | turnaj se nekonal | turnaj se nekonal | turnaj se nekonal | turnaj se nekonal | turnaj se nekonal | turnaj se nekonal | turnaj se nekonal | turnaj se nekonal       | turnaj se nekonal       | R2                      | QF                      | NQ                      | SF                      | V                       | V                       | QF                      | SF                      | tsn                     |                         |                         |                         |                         |                         |                         |                         |                         |                         |                         |                         |                         |                         |                         |                         |                         |                         |                         |                         |                   |                   |                   |                   |                   |                   |     |     |
| Bývalé nebodované turnaje           |                   |                   |                   |                   |                   |                   |                   |                   |                   |                   |                   |                         |                         |                         |                         |                         |                         |                         |                         |                         |                         |                         |                         |                         |                         |                         |                         |                         |                         |                         |                         |                         |                         |                         |                         |                         |                         |                         |                         |                         |                         |                   |                   |                   |                   |                   |                   |     |     |
| Brazil Masters                      | turnaj se nekonal | turnaj se nekonal | turnaj se nekonal | turnaj se nekonal | turnaj se nekonal | turnaj se nekonal | turnaj se nekonal | turnaj se nekonal | turnaj se nekonal | turnaj se nekonal | turnaj se nekonal | turnaj se nekonal       | QF                      | turnaj se nekonal       | turnaj se nekonal       | turnaj se nekonal       | turnaj se nekonal       | turnaj se nekonal       | turnaj se nekonal       | turnaj se nekonal       | turnaj se nekonal       | turnaj se nekonal       | turnaj se nekonal       | turnaj se nekonal       | turnaj se nekonal       | turnaj se nekonal       | turnaj se nekonal       | turnaj se nekonal       | turnaj se nekonal       | turnaj se nekonal       | turnaj se nekonal       | turnaj se nekonal       | turnaj se nekonal       | turnaj se nekonal       | turnaj se nekonal       | turnaj se nekonal       | turnaj se nekonal       | turnaj se nekonal       | turnaj se nekonal       | turnaj se nekonal       | turnaj se nekonal       | turnaj se nekonal | turnaj se nekonal |                   |                   |                   |                   |     |     |
| Warsaw Snooker Tour                 | tsn               | tsn               | tsn               | tsn               | tsn               | tsn               | tsn               | tsn               | V                 | tsn               | tsn               | tsn                     | tsn                     | tsn                     | tsn                     | tsn                     | tsn                     | tsn                     | tsn                     | tsn                     | tsn                     | tsn                     | tsn                     | tsn                     | tsn                     | tsn                     | tsn                     | tsn                     | tsn                     | tsn                     | tsn                     | tsn                     | tsn                     | tsn                     | tsn                     | tsn                     | tsn                     | tsn                     | tsn                     |                         |                         |                   |                   |                   |                   |                   |                   |     |     |
| European Open                       | tsn               | tsn               | bb                | bb                | bb                | bb                | bb                | bb                | RR                | tsn               | tsn               | tsn                     | tsn                     | tsn                     | tsn                     | tsn                     | tsn                     | bt                      | bt                      | bt                      | bt                      | bt                      | bt                      | bt                      | bt                      | bt                      | bt                      | bt                      | bt                      | bt                      | bt                      | bt                      | bt                      | bt                      | bt                      | bt                      | bt                      | bt                      | bt                      | bt                      | bt                      | bt                | bt                | bt                | bt                | bt                | bt                |     |     |
| World Series Jersey                 | tsn               | tsn               | tsn               | tsn               | tsn               | tsn               | tsn               | tsn               | tsn               | F                 | tsn               | tsn                     | tsn                     | tsn                     | tsn                     | tsn                     | tsn                     | tsn                     | tsn                     | tsn                     | tsn                     | tsn                     | tsn                     | tsn                     | tsn                     | tsn                     | tsn                     | tsn                     | tsn                     | tsn                     | tsn                     | tsn                     | tsn                     | tsn                     | tsn                     | tsn                     | tsn                     | tsn                     | tsn                     | tsn                     |                         |                   |                   |                   |                   |                   |                   |     |     |
| World Series Varšava                | turnaj se nekonal | turnaj se nekonal | turnaj se nekonal | turnaj se nekonal | turnaj se nekonal | turnaj se nekonal | turnaj se nekonal | turnaj se nekonal | turnaj se nekonal | SF                | turnaj se nekonal | turnaj se nekonal       | turnaj se nekonal       | turnaj se nekonal       | turnaj se nekonal       | turnaj se nekonal       | turnaj se nekonal       | turnaj se nekonal       | turnaj se nekonal       | turnaj se nekonal       | turnaj se nekonal       | turnaj se nekonal       | turnaj se nekonal       | turnaj se nekonal       | turnaj se nekonal       | turnaj se nekonal       | turnaj se nekonal       | turnaj se nekonal       | turnaj se nekonal       | turnaj se nekonal       | turnaj se nekonal       | turnaj se nekonal       | turnaj se nekonal       | turnaj se nekonal       | turnaj se nekonal       | turnaj se nekonal       | turnaj se nekonal       | turnaj se nekonal       | turnaj se nekonal       | turnaj se nekonal       |                         |                   |                   |                   |                   |                   |                   |     |     |
| World Series Moskva                 | turnaj se nekonal | turnaj se nekonal | turnaj se nekonal | turnaj se nekonal | turnaj se nekonal | turnaj se nekonal | turnaj se nekonal | turnaj se nekonal | turnaj se nekonal | SF                | tsn               | tsn                     | tsn                     | tsn                     | tsn                     | tsn                     | tsn                     | tsn                     | tsn                     | tsn                     | tsn                     | tsn                     | tsn                     | tsn                     | tsn                     | tsn                     | tsn                     | tsn                     | tsn                     | tsn                     | tsn                     | tsn                     | tsn                     | tsn                     | tsn                     | tsn                     | tsn                     | tsn                     | tsn                     | tsn                     |                         |                   |                   |                   |                   |                   |                   |     |     |
| World Series Grand Final            | turnaj se nekonal | turnaj se nekonal | turnaj se nekonal | turnaj se nekonal | turnaj se nekonal | turnaj se nekonal | turnaj se nekonal | turnaj se nekonal | turnaj se nekonal | QF                | turnaj se nekonal | turnaj se nekonal       | turnaj se nekonal       | turnaj se nekonal       | turnaj se nekonal       | turnaj se nekonal       | turnaj se nekonal       | turnaj se nekonal       | turnaj se nekonal       | turnaj se nekonal       | turnaj se nekonal       | turnaj se nekonal       | turnaj se nekonal       | turnaj se nekonal       | turnaj se nekonal       | turnaj se nekonal       | turnaj se nekonal       | turnaj se nekonal       | turnaj se nekonal       | turnaj se nekonal       | turnaj se nekonal       | turnaj se nekonal       | turnaj se nekonal       | turnaj se nekonal       | turnaj se nekonal       | turnaj se nekonal       | turnaj se nekonal       | turnaj se nekonal       | turnaj se nekonal       | turnaj se nekonal       |                         |                   |                   |                   |                   |                   |                   |     |     |
| Premier League                      | X                 | X                 | X                 | X                 | X                 | X                 | X                 | X                 | X                 | F                 | X                 | RR                      | var.f                   | RR                      | tsn                     | tsn                     | tsn                     | tsn                     | tsn                     | tsn                     | tsn                     | tsn                     | tsn                     | tsn                     | tsn                     | tsn                     | tsn                     | tsn                     | tsn                     | tsn                     | tsn                     | tsn                     | tsn                     | tsn                     | tsn                     | tsn                     | tsn                     | tsn                     | tsn                     | tsn                     | tsn                     | tsn               | tsn               | tsn               |                   |                   |                   |     |     |
| World Grand Prix (snooker)          | turnaj se nekonal | turnaj se nekonal | turnaj se nekonal | turnaj se nekonal | turnaj se nekonal | turnaj se nekonal | turnaj se nekonal | turnaj se nekonal | turnaj se nekonal | turnaj se nekonal | turnaj se nekonal | turnaj se nekonal       | turnaj se nekonal       | turnaj se nekonal       | turnaj se nekonal       | R2                      | bt                      | bt                      | bt                      | bt                      | bt                      | bt                      | bt                      | bt                      | bt                      | bt                      | bt                      | bt                      | bt                      | bt                      | bt                      | bt                      | bt                      | bt                      | bt                      | bt                      | bt                      | bt                      | bt                      | bt                      | bt                      | bt                | bt                | bt                | bt                | bt                |                   |     |     |
| China Championship                  | tsn               | tsn               | tsn               | tsn               | tsn               | tsn               | tsn               | tsn               | tsn               | tsn               | tsn               | tsn                     | tsn                     | tsn                     | tsn                     | tsn                     | tsn                     | QF                      | bt                      | bt                      | bt                      | bt                      | bt                      | bt                      | bt                      | bt                      | bt                      | bt                      | bt                      | bt                      | bt                      | bt                      | bt                      | bt                      | bt                      | bt                      | bt                      | bt                      | bt                      | bt                      | bt                      | bt                | bt                | bt                | bt                | bt                | bt                | bt  |     |
| Hong Kong Masters                   | tsn               | tsn               | tsn               | tsn               | tsn               | tsn               | tsn               | tsn               | tsn               | tsn               | tsn               | tsn                     | tsn                     | tsn                     | tsn                     | tsn                     | tsn                     | tsn                     | QF                      | tsn                     | tsn                     | tsn                     | tsn                     | tsn                     | tsn                     | tsn                     | tsn                     | tsn                     | tsn                     | tsn                     | tsn                     | tsn                     | tsn                     | tsn                     | tsn                     | tsn                     | tsn                     | tsn                     | tsn                     | tsn                     | tsn                     | tsn               | tsn               | tsn               | tsn               | tsn               | tsn               | tsn | tsn |
| Romanian Masters                    | turnaj se nekonal | turnaj se nekonal | turnaj se nekonal | turnaj se nekonal | turnaj se nekonal | turnaj se nekonal | turnaj se nekonal | turnaj se nekonal | turnaj se nekonal | turnaj se nekonal | turnaj se nekonal | turnaj se nekonal       | turnaj se nekonal       | turnaj se nekonal       | turnaj se nekonal       | turnaj se nekonal       | turnaj se nekonal       | turnaj se nekonal       | R1                      | tsn                     | tsn                     | tsn                     | tsn                     | tsn                     | tsn                     | tsn                     | tsn                     | tsn                     | tsn                     | tsn                     | tsn                     | tsn                     | tsn                     | tsn                     | tsn                     | tsn                     | tsn                     | tsn                     | tsn                     | tsn                     | tsn                     | tsn               | tsn               | tsn               | tsn               | tsn               | tsn               | tsn | tsn |
| Haining Open                        | turnaj se nekonal | turnaj se nekonal | turnaj se nekonal | turnaj se nekonal | turnaj se nekonal | turnaj se nekonal | turnaj se nekonal | turnaj se nekonal | turnaj se nekonal | turnaj se nekonal | turnaj se nekonal | turnaj se nekonal       | turnaj se nekonal       | turnaj se nekonal       | turnaj se nekonal       | bb                      | bb                      | X                       | V                       | V                       | SF                      | tsn                     |                         |                         |                         |                         |                         |                         |                         |                         |                         |                         |                         |                         |                         |                         |                         |                         |                         |                         |                         |                   |                   |                   |                   |                   |                   |     |     |
| Masters Qualifying                  | R1                | R1                | R2                | R1                | R2                | tsn               | R2                | F                 | X                 | X                 | X                 | kvalifikace se nekonaly | kvalifikace se nekonaly | kvalifikace se nekonaly | kvalifikace se nekonaly | kvalifikace se nekonaly | kvalifikace se nekonaly | kvalifikace se nekonaly | kvalifikace se nekonaly | kvalifikace se nekonaly | kvalifikace se nekonaly | kvalifikace se nekonaly | kvalifikace se nekonaly | kvalifikace se nekonaly | kvalifikace se nekonaly | kvalifikace se nekonaly | kvalifikace se nekonaly | kvalifikace se nekonaly | kvalifikace se nekonaly | kvalifikace se nekonaly | kvalifikace se nekonaly | kvalifikace se nekonaly | kvalifikace se nekonaly | kvalifikace se nekonaly | kvalifikace se nekonaly | kvalifikace se nekonaly | kvalifikace se nekonaly | kvalifikace se nekonaly | kvalifikace se nekonaly | kvalifikace se nekonaly | kvalifikace se nekonaly |                   |                   |                   |                   |                   |                   |     |     |
| Inovativní bývalý pozvánkový turnaj |                   |                   |                   |                   |                   |                   |                   |                   |                   |                   |                   |                         |                         |                         |                         |                         |                         |                         |                         |                         |                         |                         |                         |                         |                         |                         |                         |                         |                         |                         |                         |                         |                         |                         |                         |                         |                         |                         |                         |                         |                         |                   |                   |                   |                   |                   |                   |     |     |
| Power Snooker                       | turnaj se nekonal | turnaj se nekonal | turnaj se nekonal | turnaj se nekonal | turnaj se nekonal | turnaj se nekonal | turnaj se nekonal | turnaj se nekonal | turnaj se nekonal | turnaj se nekonal | turnaj se nekonal | QF                      | SF                      | turnaj se nekonal       | turnaj se nekonal       | turnaj se nekonal       | turnaj se nekonal       | turnaj se nekonal       | turnaj se nekonal       | turnaj se nekonal       | turnaj se nekonal       | turnaj se nekonal       | turnaj se nekonal       | turnaj se nekonal       | turnaj se nekonal       | turnaj se nekonal       | turnaj se nekonal       | turnaj se nekonal       | turnaj se nekonal       | turnaj se nekonal       | turnaj se nekonal       | turnaj se nekonal       | turnaj se nekonal       | turnaj se nekonal       | turnaj se nekonal       | turnaj se nekonal       | turnaj se nekonal       | turnaj se nekonal       | turnaj se nekonal       | turnaj se nekonal       | turnaj se nekonal       | turnaj se nekonal |                   |                   |                   |                   |                   |     |     |

1. ↑  Turnaj se jmenoval Players Championship v sezóně 2003/04
2. ↑  Turnaj se jmenoval Northern Ireland Trophy v sezóně 2006/07, 2007/08 a 2008/09
3. ↑  Turnaj se jmenoval Malta Cup v sezóně 2004/05, 2005/06, 2006/07 a 2007/08
4. ↑  Turnaj se jmenoval Players Tour Championship Grand Finals v sezóně 2010/2011, 2011/2012 a 2012/2013 a Players Championship Grand Final v sezóně 2013/14, 2014/15 a 2015/16
5. ↑  Turnaj je bodovaný od sezóny 2019/206/07, 2007/08 a 2008/09
6. ↑  Turnaj se jmenoval Six-red Snooker International v sezóně 2008/09 a Six-red World Grand Prix v sezóně 2009/10
7. ↑  Turnaj se jmenoval Grand Prix Fürth v sezóně 2004/05, Fürth German Open v sezóně 2005/06 a 2006/07, od sezóny 2010/11 se stal bodovaným turnajem
8. ↑  Turnaj se jmenoval Grand Prix v sezóně 1999/2000, 2000/01, 2004/05–2009/10, pak LG Cup v sezóně 2001/02 a 2003/04 a Haikou World Open v sezóně 2011/12 a 2013/14
9. ↑  Turnaj se jmenoval Riga Open v sezóně 2014/15 a 2015/16
10. ↑  Turnaj byl nebodovaný v sezóně 2007/08 a 2008/09 a jmenoval se Jiangsu Classic
11. ↑  Turnaj bodovaný od sezóny 2007/08, pozvánkový v sezóně 2018/19
12. ↑  V sezóně 1990/91 – 2002/03 také pod názvem Benson & Hedges Championship

| Přehled výkonů v jednotlivých letech | Přehled výkonů v jednotlivých letech | Přehled výkonů v jednotlivých letech | Přehled výkonů v jednotlivých letech | Přehled výkonů v jednotlivých letech | Přehled výkonů v jednotlivých letech |
| ------------------------------------ | ------------------------------------ | ------------------------------------ | ------------------------------------ | ------------------------------------ | ------------------------------------ |
| NQ                                   | nekvalifikoval se do turnaje         | RR                                   | prohra ve skupinovém formátu         | R1,2,3                               | prohra v prvních kolech turnaje      |
| QF                                   | dosáhl čtvrtfinále                   | SF                                   | dosáhl semifinále                    | F                                    | prohra ve finále                     |
| V                                    | vítěz finále                         | X                                    | nepřihlásil se na turnaj             | O                                    | stažen z turnaje                     |

Vysvětlivky k tabulce přehledu výkonů:
- tsn = turnaj se nekonal,
- bt = bodovaný turnaj,
- bb = malý bodovaný turnaj,
- nb = nebodovaný turnaj,
- Pro-Am = smíšený turnaj.
- var.f = variativní formát

## Výsledky

### SNOOKER - Výsledky finálových zápasů v bodovaných turnajích

#### 20 vítězství / 10 druhých míst
| Č.  | Umístění    | Rok  | Turnaj                     | Soupeř            | Výsledek |
| --- | ----------- | ---- | -------------------------- | ----------------- | -------- |
| 1.  | druhé místo | 2003 | Scottish Open              | David Gray        | 7–9      |
| 2.  | druhé místo | 2007 | World Snooker Championship | John Higgins      | 13–18    |
| 1.  | vítěz       | 2008 | Welsh Open                 | Ronnie O'Sullivan | 9–8      |
| 3.  | druhé místo | 2011 | German Masters             | Mark Williams     | 7–9      |
| 4.  | druhé místo | 2011 | China Open                 | Judd Trump        | 8–10     |
| 2.  | vítěz       | 2011 | Shanghai Masters           | Mark Williams     | 10–9     |
| 5.  | druhé místo | 2012 | Welsh Open                 | Ding Junhui       | 6–9      |
| 3.  | vítěz       | 2012 | UK Championship            | Shaun Murphy      | 10–6     |
| 6.  | druhé místo | 2013 | China Open (snooker)       | Neil Robertson    | 6–10     |
| 7.  | druhé místo | 2013 | UK Championship            | Neil Robertson    | 7–10     |
| 8.  | druhé místo | 2014 | World Open                 | Shaun Murphy      | 6–10     |
| 4.  | vítěz       | 2014 | World Snooker Championship | Ronnie O'Sullivan | 18–14    |
| 5.  | vítěz       | 2015 | German Masters             | Shaun Murphy      | 9–7      |
| 6.  | vítěz       | 2015 | China Open                 | Gary Wilson       | 10–2     |
| 7.  | vítěz       | 2016 | World Snooker Championship | Ding Junhui       | 18–14    |
| 8.  | vítěz       | 2016 | Paul Hunter Classic        | Tom Ford          | 4–2      |
| 9.  | druhé místo | 2016 | Shanghai Masters           | Ding Junhui       | 6–10     |
| 9.  | vítěz       | 2016 | International Championship | Ding Junhui       | 10–1     |
| 10. | vítěz       | 2016 | UK Championship            | Ronnie O'Sullivan | 10–7     |
| 11. | vítěz       | 2017 | China Open                 | Mark Williams     | 10–8     |
| 12. | vítěz       | 2017 | World Snooker Championship | John Higgins      | 18–15    |
| 13. | vítěz       | 2017 | International Championship | Mark Allen        | 10–7     |
| 14. | vítěz       | 2018 | China Open                 | Barry Hawkins     | 11–3     |
| 15. | vítěz       | 2018 | China Championship         | John Higgins      | 10–9     |
| 16. | vítěz       | 2019 | English Open               | David Gilbert     | 9–1      |
| 17. | vítěz       | 2019 | Scottish Open              | Jack Lisowski     | 9–6      |
| 18. | vítěz       | 2020 | European Masters           | Martin Gould      | 9–8      |
| 19. | vítěz       | 2020 | Scottish Open              | Ronnie O'Sullivan | 9–3      |
| 10. | druhé místo | 2021 | Snooker Shoot Out          | Ryan Day          | 0–1      |
| 20. | vítěz       | 2021 | World Snooker Championship | Shaun Murphy      | 18–15    |

### Výsledky finálových zápasů v malých bodovaných turnajích

#### 8 vítězství / 3 druhá místa
| Č. | Umístění    | Rok  | Turnaj                            | Soupeř            | Výsledek |
| -- | ----------- | ---- | --------------------------------- | ----------------- | -------- |
| 1. | vítěz       | 2010 | Players Tour Championship (PTC) 2 | Barry Pinches     | 4–3      |
| 2. | vítěz       | 2011 | PTC Paul Hunter Classic           | Mark Davis        | 4–0      |
| 3. | vítěz       | 2012 | PTC Paul Hunter Classic           | Joe Swail         | 4–1      |
| 1. | druhé místo | 2012 | ET - Antwerp Open                 | Mark Allen        | 1–4      |
| 4. | vítěz       | 2013 | European Tour (ET) Munich Open    | Graeme Dott       | 4–3      |
| 2. | druhé místo | 2013 | Asian Tour - Yixing Open          | Joe Perry         | 1–4      |
| 3. | druhé místo | 2013 | ET Rotterdam Open                 | Mark Williams     | 3–4      |
| 5. | vítěz       | 2013 | ET - Antwerp Open                 | Ronnie O'Sullivan | 4–3      |
| 6. | vítěz       | 2014 | PTC Riga Open                     | Mark Allen        | 4–3      |
| 7. | vítěz       | 2016 | PTC Gdynia Open                   | Martin Gould      | 4–1      |
| 8. | vítěz       | 2016 | PTC Paul Hunter Classic           | Tom Ford          | 4–2      |

### Výsledky finálových zápasů v nebodovaných turnajích

#### 8 vítězství / 8 druhých míst
| Č. | Umístění    | Rok  | Turnaj                         | Soupeř            | Výsledek |
| -- | ----------- | ---- | ------------------------------ | ----------------- | -------- |
| 1. | druhé místo | 2006 | Masters Qualifying             | Stuart Bingham    | 2–6      |
| 1. | vítěz       | 2007 | Warsaw Snooker Tour            | John Higgins      | 5–3      |
| 2. | vítěz       | 2008 | Masters (snooker)              | Stephen Lee       | 10–3     |
| 2. | druhé místo | 2008 | Championship League            | Joe Perry         | 1–3      |
| 3. | druhé místo | 2008 | World Series of Snooker Jersey | John Higgins      | 3–6      |
| 4. | druhé místo | 2008 | Jiangsu Classic                | Ding Junhui       | 5–6      |
| 5. | druhé místo | 2008 | Premier League (snooker)       | Ronnie O'Sullivan | 2–7      |
| 6. | druhé místo | 2009 | Masters (snooker)              | Ronnie O'Sullivan | 8–10     |
| 7. | druhé místo | 2009 | Championship League            | Judd Trump        | 2–3      |
| 3. | vítěz       | 2010 | Masters (snooker)              | Ronnie O'Sullivan | 10–9     |
| 4. | vítěz       | 2011 | Wuxi Classic                   | Allister Carter   | 9–7      |
| 5. | vítěz       | 2012 | HK Spring Trophy               | Andrew Higginson  | 7–1      |
| 6. | vítěz       | 2013 | Masters (snooker)              | Neil Robertson    | 10–6     |
| 8. | druhé místo | 2014 | Masters (snooker)              | Ronnie O'Sullivan | 4–10     |
| 7. | vítěz       | 2017 | Haining Open                   | Tom Ford          | 5–1      |
| 8. | vítěz       | 2018 | Haining Open                   | Li Hang           | 5–4      |

### Finále turnaje Pro-am
| Č. | Umístění    | Rok  | Turnaj                  | Soupeř       | Výsledek |
| -- | ----------- | ---- | ----------------------- | ------------ | -------- |
| 1. | druhé místo | 2008 | PTC Paul Hunter Classic | Shaun Murphy | 0–4      |

### Finále turnaje v jiném formátu
| Č. | Umístění | Rok  | Turnaj                     | Soupeř       | Výsledek |
| -- | -------- | ---- | -------------------------- | ------------ | -------- |
| 1. | vítěz    | 2010 | Six-red World Championship | Ricky Walden | 8–6      |

### POOL - Výsledky finálových zápasů
Kromě snookerových úspěchů má také Mark úspěchy v poolu. Získal titul mistra světa v anglické osmičce na ImproveYourPool.com World Eight-Ball Championship v Blackpoolu v roce 2006 a stal se mistrem světa na Chinese Eight-ball World Championship v čínském Yushanu v roce 2010. Mezi hráči poolu měl přezdívku "the Shark" (žralok).
| Č. | Umístění    | Rok  | Turnaj                          | Soupeř          | Výsledek |
| -- | ----------- | ---- | ------------------------------- | --------------- | -------- |
| 1. | vítěz       | 2006 | World Eight-Ball Championship   | Darren Appleton | 11–7     |
| 2. | druhé místo | 2015 | Chinese Pool World Championship | Darren Appleton | 19–21    |